# Casa d'Asburgo

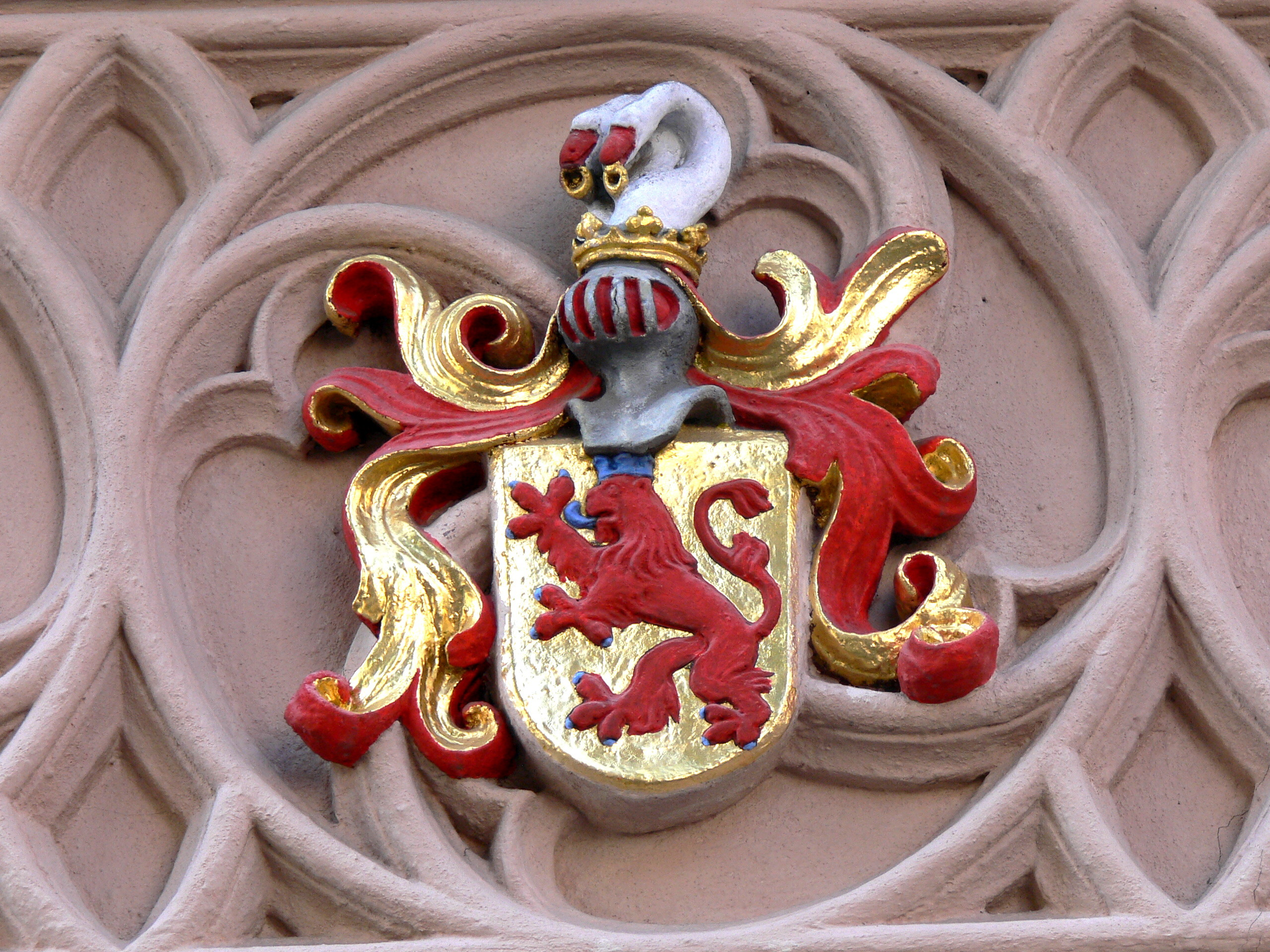
Armi della Casata d'Asburgo sul Municipio di Schwabach

La Casa d'Asburgo (o Casa d'Absburgo, italianizzazione dal tedesco Habsburg, Hapsburg), detta anche Casa d'Austria, è una delle più importanti e antiche famiglie reali e imperiali d'Europa. I suoi membri sono stati per molti secoli imperatori del Sacro Romano Impero, hanno governato in Austria come duchi, arciduchi e imperatori, e sono stati sovrani apostolici di Ungheria, re di Spagna e re del Portogallo.
Il nome "Asburgo" deriva dall'Habichtsburg (contratto in Habsburg), castello situato nell'omonimo comune del cantone svizzero di Argovia, sulle sponde del fiume Aare. La "Rocca dell'Astore", questo il significato in tedesco, è stata la sede originaria e feudo comitale degli Asburgo. Erano infatti cortigiani dell'imperatore Federico I di Hohenstaufen detto "Barbarossa", che seguivano nei cortei reggendo l'astore, da cui il nome.
Dal Sud-ovest della Germania la famiglia estese la sua influenza e i suoi possedimenti nei territori del Sacro Romano Impero verso est, nell'odierna Austria (1278-1382). In poche generazioni la famiglia riuscì a impossessarsi del trono imperiale, che tenne in distinti periodi (1273-1291 e 1298-1308, 1438-1740 e 1745-1806).
Nel XIV secolo la linea ereditaria si divise nel ramo albertino (Alberto della Treccia) e in quello leopoldino (Leopoldo il Prode), estinto nel 1457.
Massimiliano I acquisì i Paesi Bassi in seguito al suo matrimonio con Maria (1477), erede dei duchi di Borgogna, mentre il figlio Filippo il Bello acquisì la Spagna in seguito al matrimonio con Giovanna la Pazza, figlia di Ferdinando II d'Aragona e di Isabella di Castiglia. Il loro figlio, Carlo V, ereditò da loro un impero dove "il sole non tramonta mai". Dopo la sua abdicazione nel 1556 la famiglia si divise nei due rami degli Asburgo di Spagna, estinto nel 1700 con Carlo II di Spagna, e degli Asburgo d'Austria. La linea diretta degli Asburgo formalmente si estinse nel 1780 con la morte di Maria Teresa d'Austria, ultimo membro regnante (nonché unica donna) dei domini ereditari austriaci. La casata, però, continuò con i suoi discendenti, nati dalle sue nozze con Francesco I di Lorena: gli Asburgo-Lorena furono considerati un ramo cadetto degli Asburgo e i membri della nuova casata continuarono a fare capo alla casa d'Austria.
In seguito alla dissoluzione del Sacro Romano Impero, e per contrastare l'egemonia di Napoleone, Francesco II proclamò nel 1804 l'Impero d'Austria, evitando così la perdita dello status di imperatore. Due anni dopo, il 6 agosto 1806, dichiarò infine sciolto il Sacro Romano Impero, rinunciando alla corona. Francesco fu l'unico Imperatore "doppio" della storia del mondo, essendo: Francesco II, imperatore dei Romani e Francesco I, imperatore d'Austria.
L'Ungheria, formalmente sotto il regno degli Asburgo dal 1526, in seguito al matrimonio di Ferdinando I, fratello minore di Carlo V, con Anna Jagellone ma in realtà occupata dall'Impero ottomano, fu riconquistata nel 1683-1699, e gli Asburgo ne mantennero il possesso fino al 1918. Nel 1867, con il cosiddetto Ausgleich ("compromesso") tra la nobiltà ungherese e la monarchia asburgica, nasce l'Impero austro-ungarico che perdurò fino al 1919.
Il motto della dinastia è A.E.I.O.U. e viene in genere interpretato in Austriae est imperare orbi universo ("Spetta all'Austria regnare sul mondo").

## Origine del nome
Non è del tutto certo che l'origine del nome "Asburgo" possa essere fatto risalire al castello di Habsburg. C'è un sostanziale accordo sul fatto che derivi dall'alto tedesco Habichtsburg (castello dell'astore), o dalla parola del medio-alto tedesco hab/hap che significa "guado", poiché vi è un fiume con un guado nelle vicinanze. Il primo uso documentato del nome da parte della dinastia stessa si fa risalire all'anno 1108.
Il nome Asburgo non fu usato in maniera continuativa dai membri della famiglia, poiché spesso usavano enfatizzare i loro titoli principeschi considerati più prestigiosi; la dinastia fu quindi a lungo conosciuta come la "Casa d'Austria". A titolo complementare, in alcune circostanze i membri della famiglia venivano identificati dal luogo di nascita, ad esempio Carlo V, in gioventù, era conosciuto come Carlo di Gand, dal nome della sua città natale e quando divenne re di Spagna fu conosciuto come Carlo di Spagna, e soltanto dopo essere stato eletto imperatore, come Carlo V.
In Spagna, la dinastia era conosciuta come la Casa de Austria, nome che valse anche per i figli illegittimi come fu per Giovanni d'Austria e Giovanni Giuseppe d'Austria. Le armi mostrate nella loro forma più semplice erano quelle dell'Austria, che gli Asburgo avevano fatto proprie, a volte impalate con le armi dell'antico Ducato di Borgogna.
Dopo che Maria Teresa sposò il duca Francesco Stefano di Lorena, l'idea degli "Asburgo" associati al dominio austriaco, fu usata per dimostrare che l'antica dinastia continuava, così come continuavano a esistere tutti i suoi diritti ereditati. Quando Francesco I divenne imperatore d'Austria, adottò l'antico scudo d'Asburgo nelle sue armi personali, insieme quello dell'Austria e della Lorena. Ciò rafforzò anche la pretesa dell'imperatore austriaco di governare in Germania, non ultimo contro i re prussiani. Ad alcuni figli minori che non avevano prospettive al trono fu dato il titolo personale di "conte d'Asburgo".
Il cognome dei membri più recenti della famiglia come Ottone e Carlo è "d'Asburgo-Lorena" ("von Habsburg-Lothringen"). Principi e membri della casata usano lo stemma tripartito adottato nel XVIII secolo da Francesco Stefano.

## Storia

### Origini del casato, conti d'Asburgo

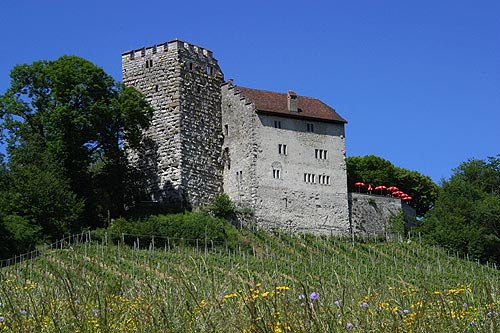
Il Castello di Habsburg

La questione delle origini della dinastia è assai controversa, poiché, data la sua antichità, si perde nella notte dei tempi e una sua sicura ricostruzione è difficoltosa. Purtuttavia, ponendo come ormai certo capostipite il conte di Alsazia Guntram il Ricco, i suoi più sicuri antenati sono considerati gli Eticonidi, discendenti da Eticone d'Alsazia. A sostegno di questa tesi abbiamo l'effettivo possesso di vari feudi in Alsazia da parte della famiglia fino al XVII secolo e l'identificazione ormai certa del "Guntram dives", vassallo di Ottone I di Sassonia e discendente di Eticone con il Guntram il Ricco degli Acta Murensia.
Le prime fonti certe documentali in cui apparve per la prima volta la denominazione della "Casa d'Asburgo", tuttavia, risalgono al 1020 e parlano di un castello fatto costruire in Argovia, chiamato Habichtsburg (da cui Hapsburg o Habsburg), dal vescovo di Strasburgo Werner e dal fratello Radbot. L'edificazione del maniero fu probabilmente dovuta alla volontà dei due signori di voler controllare la regione in quel momento "terra di nessuno" dopo che l'ultima scorreria dei magiari l'aveva lasciata priva di un feudatario. Nel 1082, il figlio di Radbot, Werner II d'Asburgo ottenne il riconoscimento imperiale per le proprie terre ereditate e nominato conte di Asburgo, dal nome del castello, rendendolo il primo della dinastia a fregiasi apertamente di questo titolo.
In quel momento il casato degli Asburgo rappresentava solamente una delle tante famiglie nobili che facevano parte dell'Impero, ma da lì a poco avrebbe conosciuto una velocissima e inarrestabile ascesa. Già alla metà del XII secolo il territorio da loro controllato passò dalle poche centinaia di ettari dei primi decenni a estendersi dalla Svizzera alla Foresta Nera, comprendendo così ricche città come Lucerna e Zurigo. Ma le loro conquiste non avvennero quasi mai per mano militare ma soprattutto grazie a un'attenta politica matrimoniale, strategia che caratterizzerà il casato per tutta la sua storia. Essi, inoltre, poterono vantare anche diritti legali su aree che non controllavano direttamente mentre altre città si mettevano volontariamente sotto la loro protezione.
Grazie all'apertura dei passi montani tra Svizzera e Italia, i loro guadagni, basati su pedaggi e percentuali nei commerci, si ampliarono notevolmente. Parte del loro tesoro veniva abilmente girato a sostegno dell'Imperatore ottenendone di conseguenza i suoi favori. In particolare gli Asburgo dimostrarono un grande sostegno alla dinastia imperiale degli Hohenstaufen con il conte d'Asburgo Rodolfo il Vecchio che tra i primi giurò fedeltà nel 1198 a Federico II Hohenstaufen. L'equilibrata visione politica dimostrata dagli esponenti del casato, che mantennero sempre un basso profilo nonostante la sempre maggiore ricchezza, fu uno degli elementi fondamentali per la definitiva affermazione degli Asburgo alla fine del XIII secolo.

### Ascesa al Sacro Romano Impero e al Ducato d'Austria

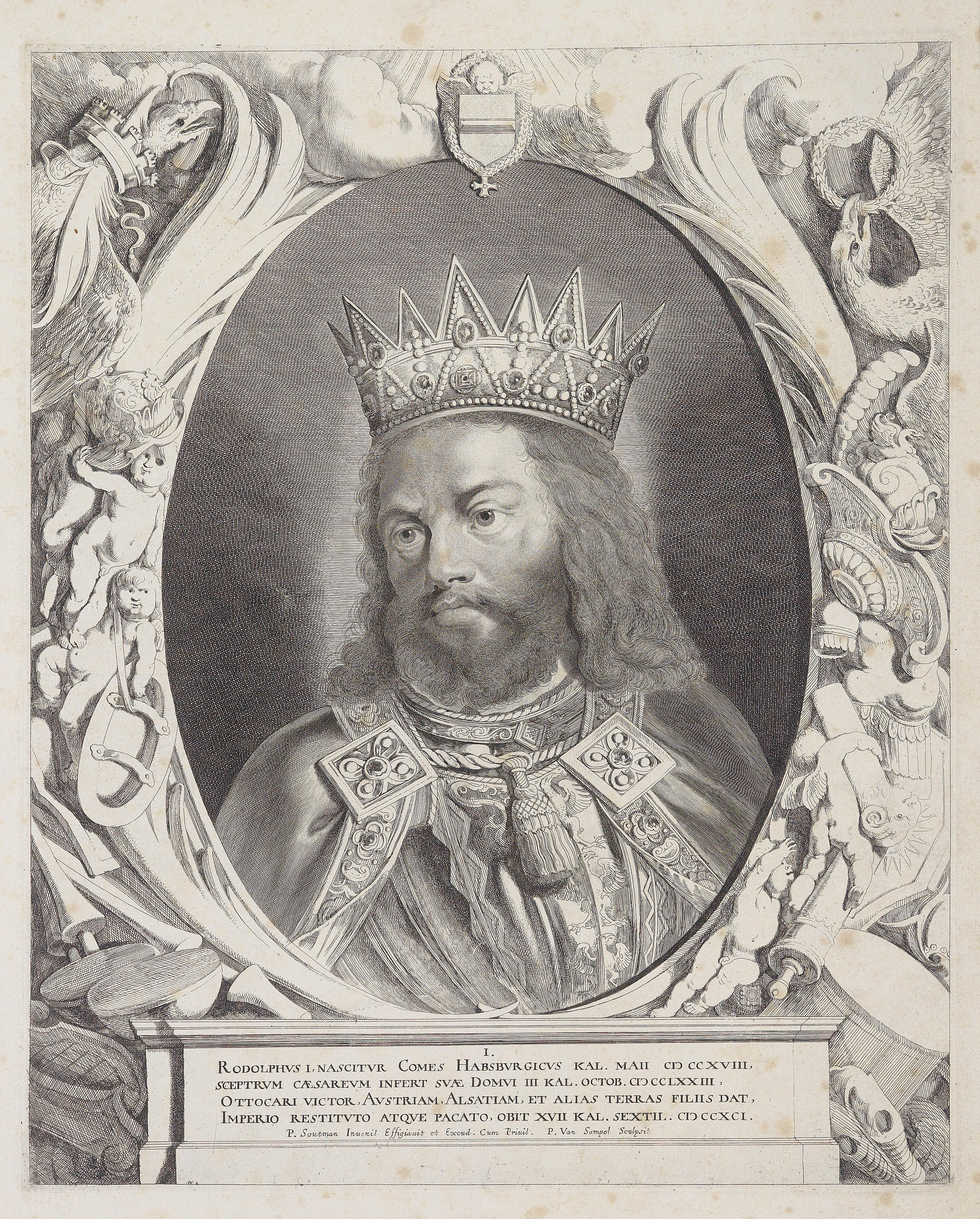
Rodolfo I d'Asburgo

Con la caduta dell'imperatore Federico II l'Impero si trovò in una fase di incertezza nota come "Grande Interregno". Questa venne interrotta solo quando il principi elettori scelsero nella Dieta di Francoforte del 1º ottobre 1273 Rodolfo I d'Asburgo come nuovo Sacro Romano Imperatore. La scelta cadde su Rodolfo dopo non poche discussioni, gli elettori videro in lui un sovrano non così autoritario come lo era stato Federico ma nemmeno troppo debole; in più al momento dell'elezione "non si trovava in contrasto con nessuno di loro e non rappresentava alcuna minaccia per nessun principe laico". Come primo atto, Rodolfo chiese l'approvazione alla sua elezione a papa Gregorio X, in quel momento in concilio ecumenico, promettendogli che avrebbe guidato la cristianità in una crociata. Tale atto metteva definitivamente fine al conflitto che opponeva papa e impero che si trascinava da oltre due secoli e gettando le basi dell'ininterrotto buon rapporto tra casa asburgica e Chiesa di Roma.
Solo il principe Ottocaro II di Boemia, anche lui pretendente alla corona imperiale, si oppose all'elezione di Rodolfo, disconoscendone poi l'esito rifiutandosi di giurare fedeltà. La questione tra i due si risolse il 26 agosto 1278 quando Rodolfo sconfisse e uccise Ottocaro nella battaglia di Marchfeld. Al momento della battaglia Ottocaro deteneva anche il controllo sul Ducato d'Austria dopo che era rimasto vacante dalla fine della dinastia dei Babenberg; così con la vittoria Rodolfo acquisì anche la Stiria e la Carniola oltre che la dignità di duca d'Austria, dignità che rimarrà legato al casato degli Asburgo per oltre otto secoli.

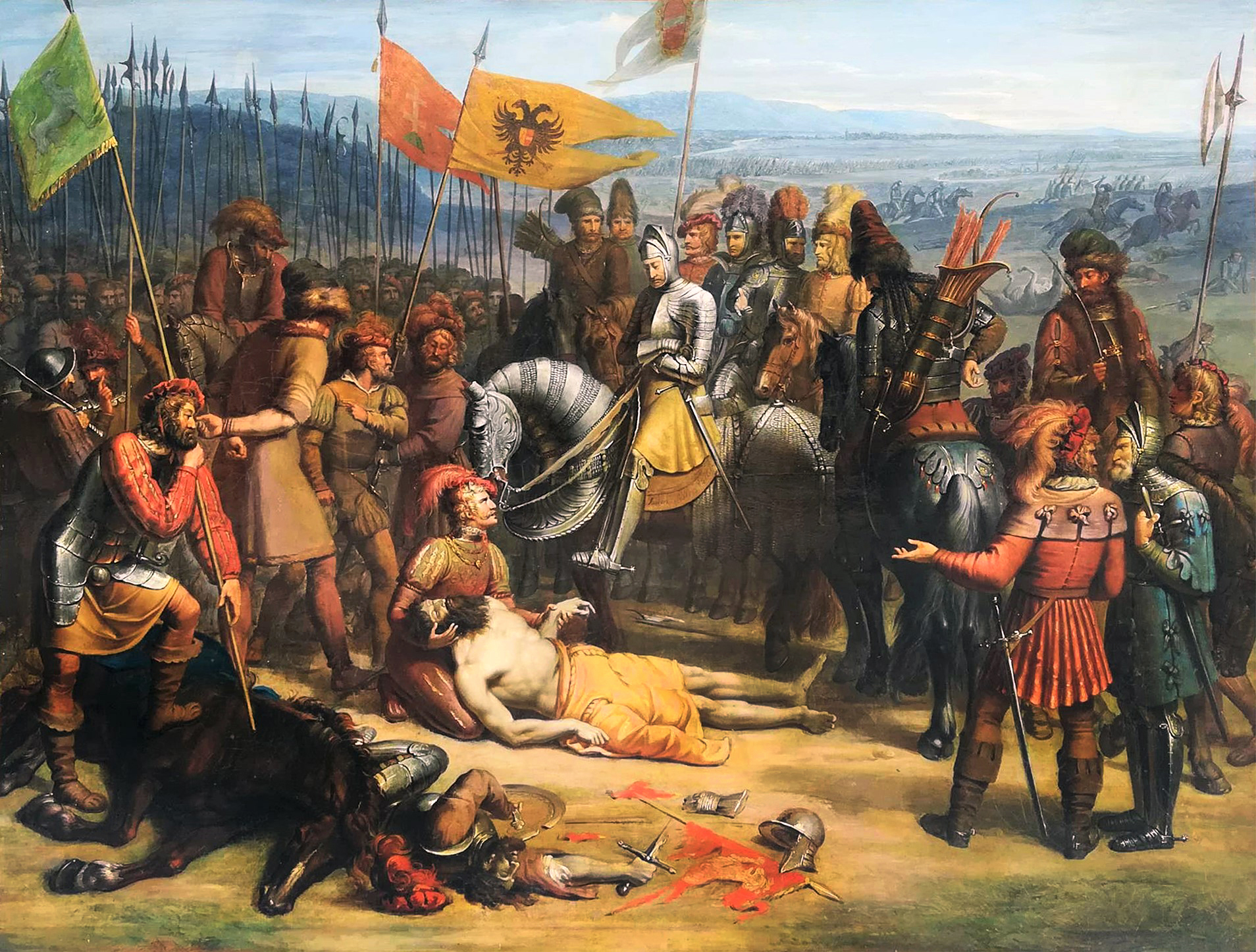
Rodolfo I osserva il corpo di Ottocaro al termine della battaglia di Marchfeld. La vittoria consentì a Rodolfo di confermarsi imperatore e di ottenere, tra le altre terre, anche il Ducato d'Austria che rimarrà legato agli Asburgo per oltre otto secoli.

Nel 1282 affidò il ducato ai suoi due figli Rodolfo II e Alberto. Nel 1290 Rodolfo II morì seguito l'anno successivo dal padre e quindi il ducato passò interamente ad Alberto; la stessa cosa non avvenne per il titolo imperiale in quanto gli elettori gli preferirono Adolfo di Nassau preoccupati dall'indole energica di Alberto. L'Asburgo scelse di non opporsi a tale decisione e tramò segretamente contro il nuovo imperatore fino a ottenere la destituzione da parte degli stessi elettori cinque anni dopo. Alla destituzione seguì anche una battaglia tra i due conclusasi a favore di Alberto che questa volta poté ottenere la corona imperiale il 23 giugno 1298. Il regno di Alberto fu contraddistinto dalla ferrea volontà di ottenere terre e gloria per sé e per l'Impero. Per la sua bramosia di potere non esitò a scontrarsi con principi e addirittura con il papa Bonifacio VIII. Tuttavia, riconoscendo di necessitare dell'appoggio della Chiesa, alla fine scelse di accettare nel 1302 l'enciclica pontificia Unam Sanctam Ecclesiam con cui si affermava la supremazia della sfera spirituale su quella temporale.
Durante il suo regno, si impegnò per migliorare le condizioni dei servi della gleba, degli ebrei e della classe mercantile. Mentre tentava di riconquistare la Turingia, Alberto venne assassinato dal nipote, Giovanni il Parricida, cui aveva sottratto ingiustamente l'eredità.

### Il difficile XIV secolo

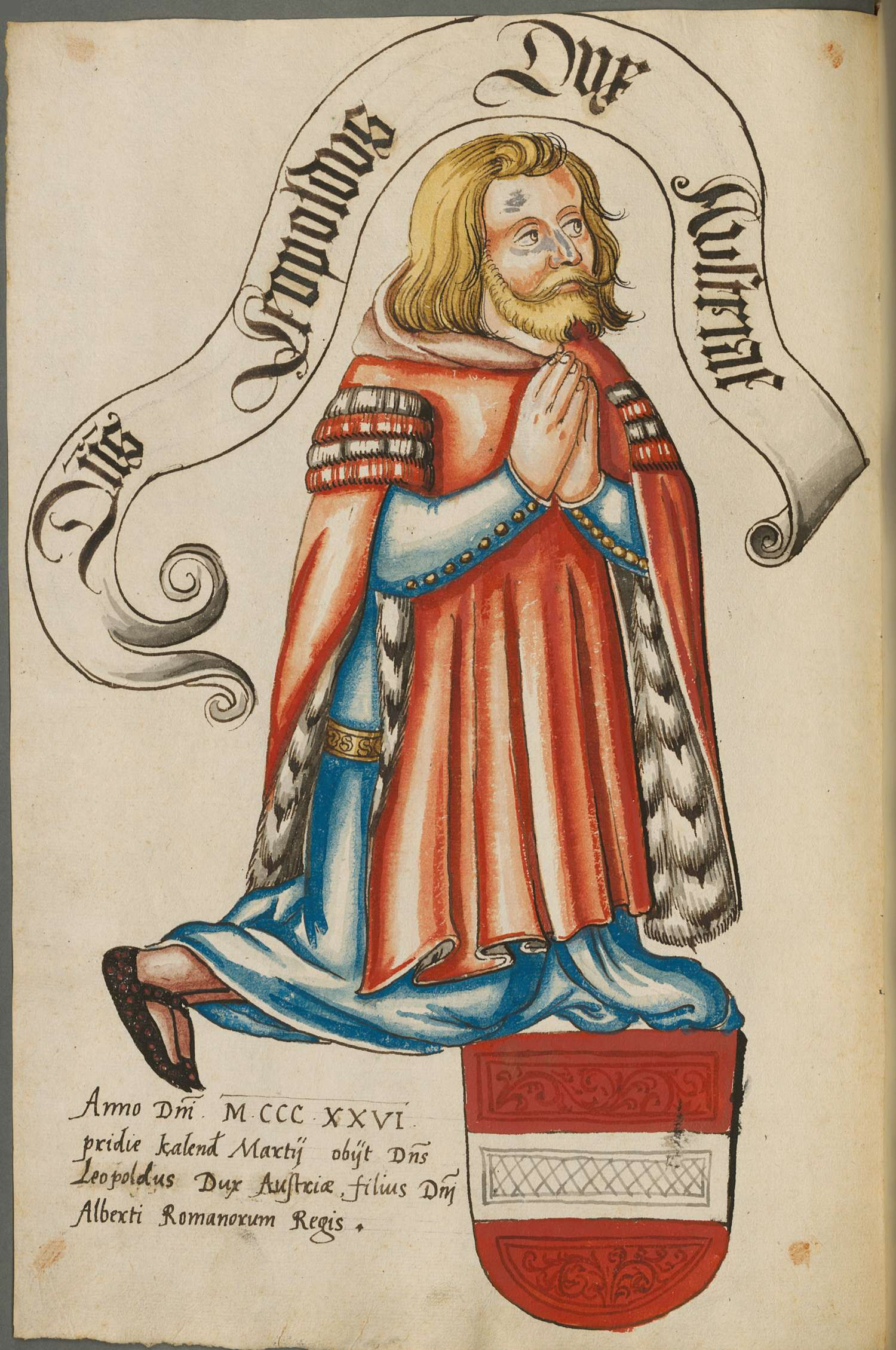
Il duca Leopoldo I d'Asburgo

L'omicidio di Alberto fu per gli Asburgo "una catastrofe che fece svanire la speranza di fondare una dinastia imperiale". Infatti, poco dopo la sua morte i principi elettori scelsero come nuovo imperatore Enrico VII di Lussemburgo e non il figlio di Alberto Federico. A quest'ultimo non rimase che di dividere il governo del Ducato d'Austria e di Stiria insieme al fratello Leopoldo I d'Asburgo.
I loro anni non furono facili: Leopoldo subì una pesante sconfitta nella battaglia di Morgarten segnando il tramonto delle ambizioni asburgiche sulla Svizzera mentre Federico dovette affrontare anche l'umiliazione della cattura nella battaglia di Mühldorf contro Ludovico il Bavaro con cui contendeva la corona imperiale. Le cose peggiorarono addirittura nei decenni seguenti quando l'Austria venne martoriata da disastri naturali e cattivi raccolti che aggravarono la già difficile situazione che affliggeva l'Europa. Intorno alla metà del XIV secolo i territori asburgici non vennero risparmiati dalla diffusione dell'epidemia di peste nera che causò una decimazione della popolazione. Provvidenziale fu l'intervento di Alberto II d'Asburgo affinché la situazione non divenisse incontrollabile nei territori asburgici.

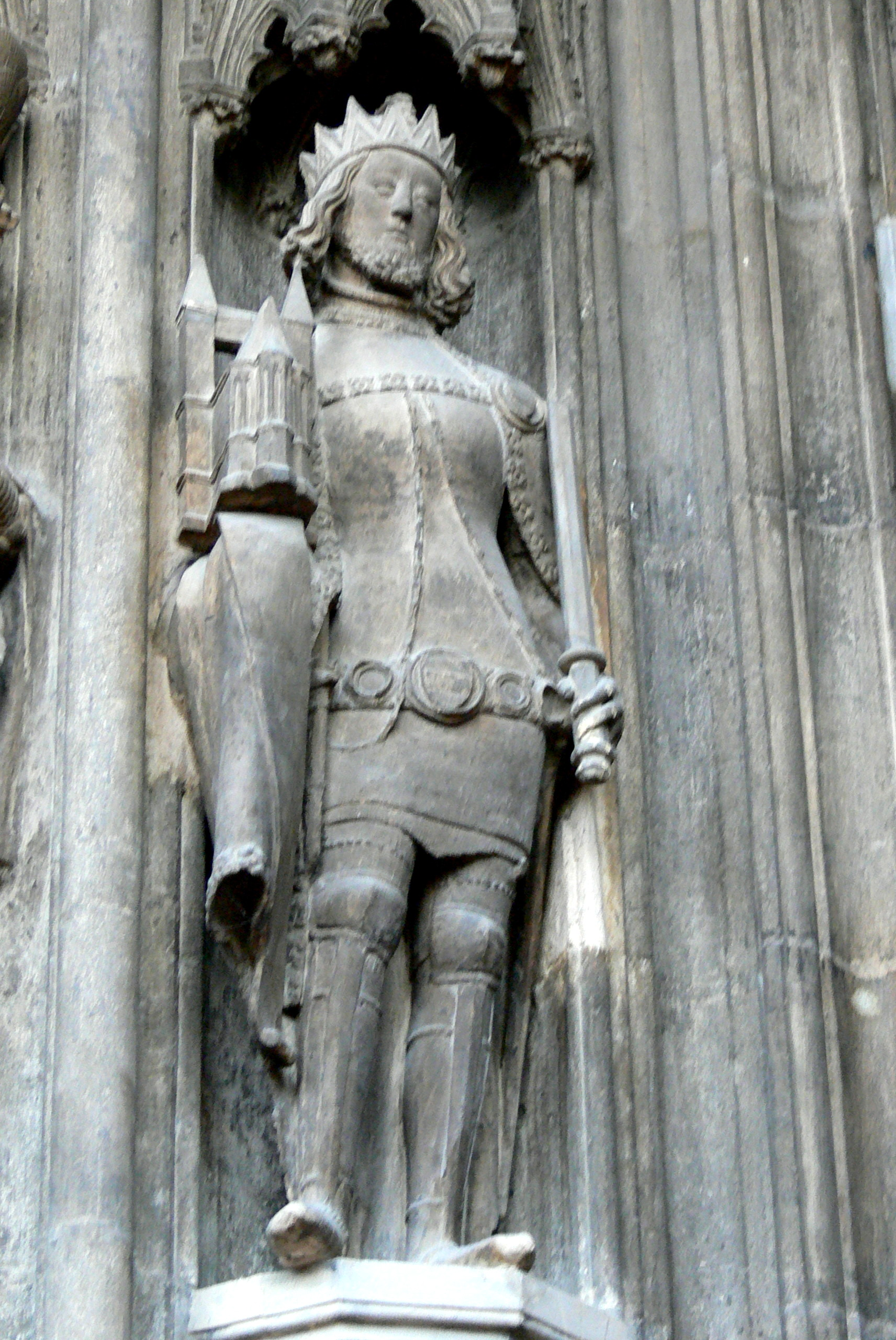
Statua di Rodolfo IV d'Asburgo presso la cattedrale di Vienna

Il 16 agosto 1358 Rodolfo IV d'Asburgo divenne l'esponente della famiglia. Iniziò una politica di concentrazione di potere e avviò iniziative per innalzare il prestigio di Vienna, come la fondazione dell'università e la trasformazione del duomo di Santo Stefano. Egli fu inoltre anche un abile politico. A seguito dell'emanazione nel 1356 da parte dell'imperatore Carlo IV di Lussemburgo della cosiddetta "Bolla d'oro" che di fatto estrometteva gli Asburgo dai principi elettori, Rodolfo fece redigere un documento falso, noto come Privilegium maius sostituendo l'antico e legittimo Privilegium minus che venne distrutto. Con tale falsificazione elevò l'Austria ad Arciducato garantendo nel contempo agli Asburgo alcuni diritti, come quello di primogenitura senza bisogno di conferma imperiale e di giurisdizione autonoma.
Nel 1363, Rodolfo ricevette in eredità dalla contessa vedova Margherita di Tirolo-Gorizia la contea del Tirolo. Nel 1364 Rodolfo dichiarò la Marca della Carniola un ducato e l'anno successivo fondò la città della Bassa Carniola di Novo Mesto. Nel 1373, grazie a un'eredità, gli Asburgo poterono impossessarsi anche della città portuale di Trieste.
Un regolamento del 1355 aveva stabilito che il territorio asburgico non dovesse mai essere frazionato, così alla morte di Rodolfo IV i possedimenti passarono congiuntamente ai suoi fratelli minori Alberto e Leopoldo. Tuttavia nel 1379 i due fratelli decisero di dividersi il regno e con il trattato di Neuberg: ad Alberto andò la Bassa Austria e a Leopoldo l'Alta Austria insieme alla Stiria, alla Carinzia, alla Carniola e al Tirolo. Il trattato comunque prevedeva, almeno sul piano teorico, che vi fosse una certa interdipendenza reciproca e che se uno dei due rami si fosse estinto questo si sarebbe riunito con l'altro.

### Il ritorno alla corona imperiale

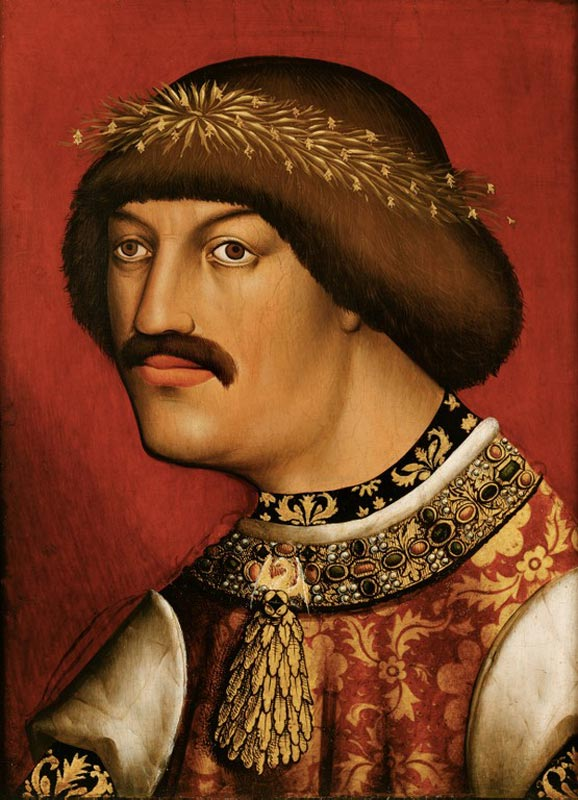
Alberto II d'Asburgo

La linea albertina si estinse con Ladislao il Postumo nel 1457; mentre quella leopoldina perdurò negli anni. Il penultimo Asburgo della linea albertina fu Alberto II; fu grazie a lui che la corona di re dei Romani tornò alla casata degli Asburgo. Valido guerriero, nel suo breve regno aveva allargato i propri confini grazie a nette conquiste; con il suo valore aveva ottenuto la stima dell'imperatore Sigismondo del Lussemburgo che gli aveva dato in sposa la figlia Elisabetta e lo aveva indicato come suo successore al trono imperiale, suggerimento che trovò poi effettiva e incontrastata applicazione il 18 marzo 1438. Tuttavia, poté fregiarsi solo del titolo di re dei Romani poiché non ci fu tempo per l'incoronazione a Sacro Romano Imperatore; morì infatti poco più di un anno dopo, il 17 ottobre 1439, a causa di una dissenteria mentre guidava l'esercito contro i Turchi che avanzavano in Ungheria. Riuscì invece a essere incoronato imperatore, il primo e ultimo Asburgo a poterlo fare a Roma per mano del papa, il suo successore, Federico III di Stiria, nipote di Leopoldo III. Da qui in avanti il titolo di Imperatore sarà un'esclusiva degli appartenenti alla casata degli Asburgo fintantoché non si esaurirà la linea maschile nel 1740 con Carlo VI d'Asburgo. Tra i suoi primi provvedimenti, Federico riunì i vari possedimenti asburgici sotto un'unica bandiera ed elevò ufficialmente l'Austria ad Arciducato dando effettiva applicazione al Privilegium maius del suo antenato.

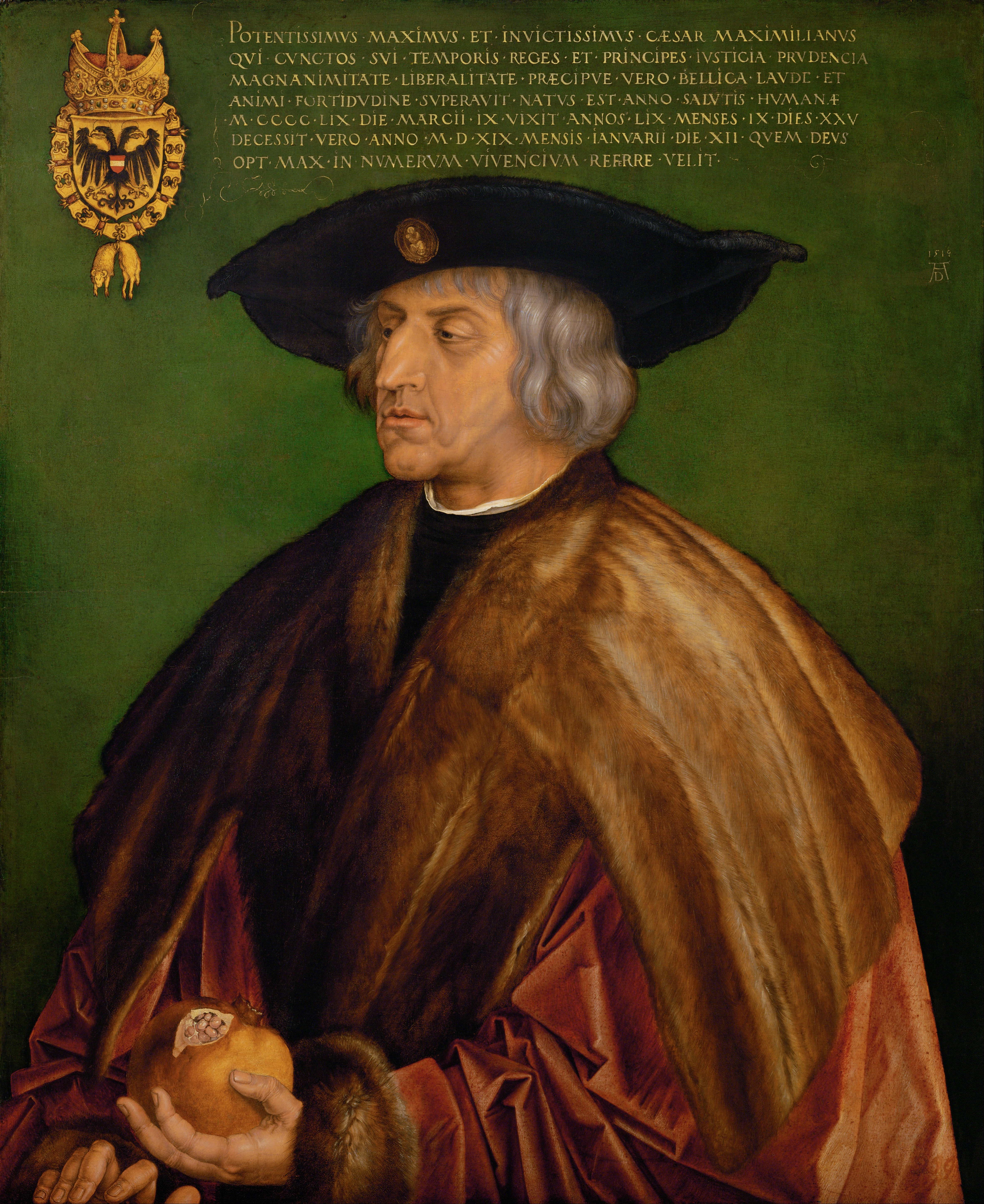
Massimiliano I d'Asburgo, diede inizio alla politica matrimoniale degli Asburgo

Il lungo regno di Federico non fu affatto facile. Sebbene vantasse la dignità imperiale, sul piano territoriale poteva contare quasi solo sulla proprietà della Stiria, in quanto i proventi del ricco Tirolo erano nelle mani del cugino Sigismondo d'Austria mentre il resto dei territori asburgici doveva dividerli con il fratello Alberto VI d'Asburgo con cui non mancarono gravi scontri. 
Nel 1486 dovette subire l'umiliazione da parte del re d'Ungheria Mattia I Corvino che lo sconfisse arrivando a occupare Vienna e a usurpargli il titolo di duca d'Austria. Solo alla morte di Mattia, avvenuta nel 1490, Federico poté tornare pienamente in possesso dei suoi diritti. Il suo regno durò ben 58 anni ma molti storici lo considerano poco più di un "periodo di passaggio tra quelli dei più energici Alberto III e del figlio Massimiliano.
Il figlio Massimiliano I (imperatore dal 1493 al 1519) diede inizio alla serie di matrimoni che fecero degli Asburgo la più potente dinastia d'Europa ("Bella gerunt alii, tu felix Austria nube", cioè "guerra facciano gli altri, tu ridente Austria ti sposi", frase attribuita a Mattia Corvino, re d'Ungheria); le nozze con Maria di Borgogna, erede dei possedimenti borgognoni di Carlo il Temerario, e quelle del figlio Filippo il Bello con Giovanna la Pazza, erede di Castiglia e Aragona. L'influsso della ricca e moderna corte borgognone servì a Massimiliano per ideare una sostanziale riforma dell'Impero volta a conferigli una maggiore efficienza. Nonostante gli sforzi profusi, Massimiliano dovette accontentarsi di risultati piuttosto modesti da tale riforma: le resistenze postegli dai principi, preoccupati di perdere la loro autonomia, furono spesso un ostacolo insormontabile.

### L'età di Carlo V

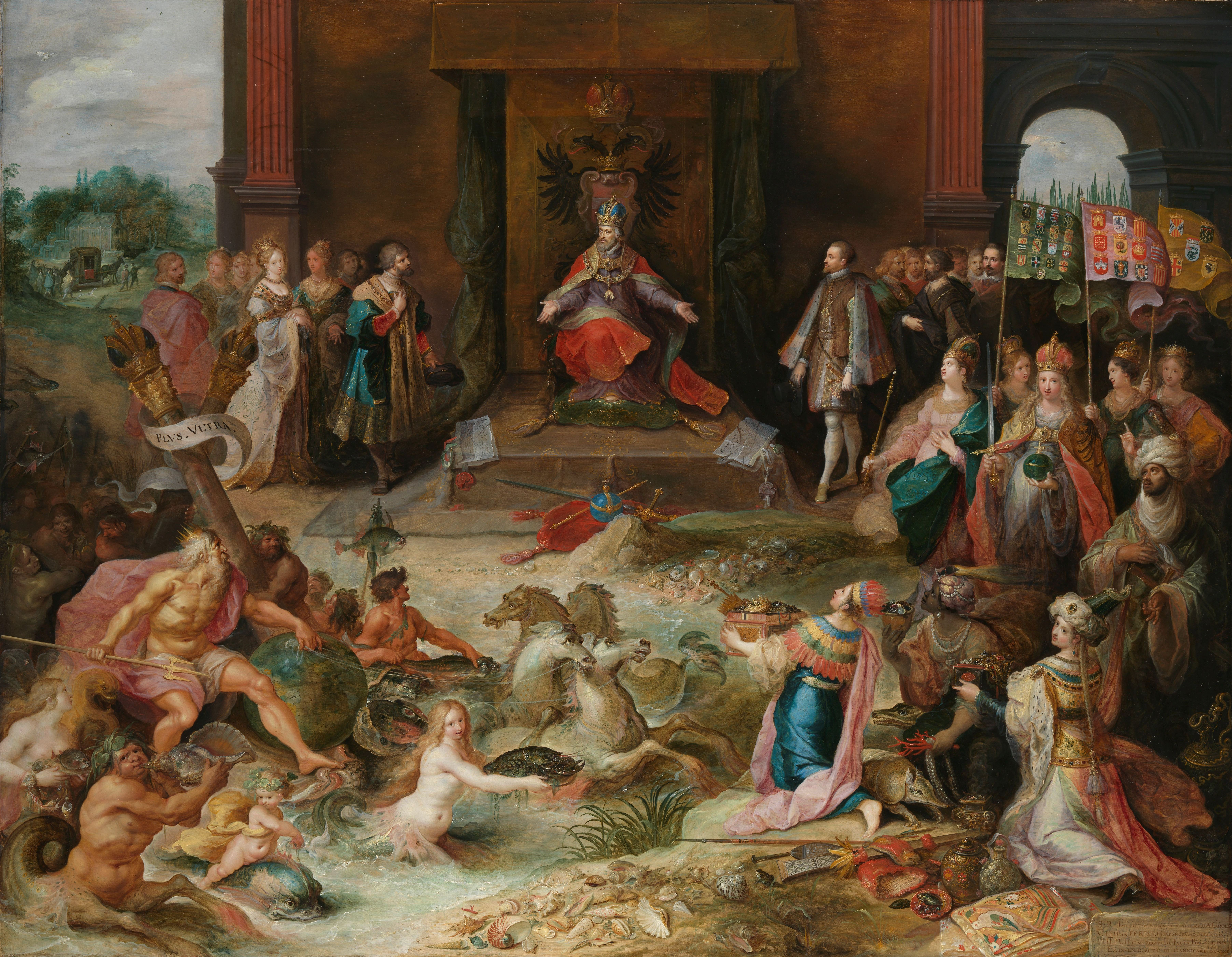
Allegoria dell'Abdicazione dell'Imperatore Carlo V d'Asburgo, (Opera di Frans Francken II)

Carlo di Gand venne incoronato imperatore nel 1519 con il nome di Carlo V; questi riunì grazie alla politica matrimoniale del nonno Massimiliano I, un impero vastissimo, formato da: Castiglia, Paesi Bassi, Borgogna, Franca Contea, Alsazia, Aragona (con tutti i possedimenti italiani), Austria, Stiria, Carinzia, e tutti i territori delle colonie spagnole nel nuovo mondo. In virtù della sua vastità, fu spesso descritto come un impero dove "non tramonta mai il sole". Il fratello di Carlo V, Ferdinando I, sposò nel 1521 Anna Jagellona, erede di Boemia e Ungheria.
All'impero si accorparono anche Boemia e Ungheria, grazie al matrimonio del fratello Ferdinando I con Anna Jagellona. Carlo V combatté più volte contro la Francia, che era l'unico suo ostacolo nel tentativo di dominare l'Europa. Dopo continue guerre con i francesi, i principi tedeschi, e gli inglesi che saccheggiavano i carichi di oro e di argento provenienti dalle colonie, Carlo V abdicò nel 1556 a favore del figlio Filippo II, a cui sarebbero andate: Spagna (colonie comprese), possedimenti italiani, Paesi Bassi e Franca Contea; il rimanente venne dato al fratello Ferdinando I, insieme alla corona imperiale.

### Asburgo di Spagna e Asburgo di Austria

#### Asburgo di Spagna
Questo ramo della famiglia degli Asburgo viene chiamato di Spagna o spagnolo, per distinguerlo dal ramo austriaco.
Si creò dopo la morte di Carlo V, il 21 settembre 1558, con l'ascesa del figlio Filippo II. Filippo II cercò di riappacificare i rapporti con la Francia, firmando una tregua; ma questa mosse poco tempo dopo guerra alla Spagna, le truppe spagnole ebbero la meglio nella battaglia di San Quintino, in Francia, nel 1557. Dopo la vittoria sui francesi si avviarono le trattative, che si conclusero con l'accordo di Cateau-Cambrésis; tale accordo sancì la supremazia spagnola in Europa e in Italia. Durante il regno di Filippo II, si svilupparono la cultura, l'arte, e molti altri campi, come quello religioso; tuttavia proprio durante il suo regno riprese l'attività dell'inquisizione spagnola che mise al rogo, ed espulse dallo Stato, migliaia tra mori e ebrei.
Filippo II affrontò due importanti guerre. La prima fu quella di indipendenza olandese, in seguito alla quale la regione dei Paesi Bassi risultò divisa nelle Sette Province Unite, i futuri Paesi Bassi, e i Paesi Bassi spagnoli, il futuro Belgio, che rimasero sotto il controllo spagnolo fino al 1700. La seconda venne combattuta da Spagna e Inghilterra, la quale terminò nel 1588, con la sconfitta dell'Invincibile Armata spagnola; questa sconfitta segnò l'inizio del declino della Spagna degli Asburgo, che mezzo secolo prima era egemone incontrastata, in Europa e nelle Americhe. Gli Asburgo di Spagna parteciparono anche alla battaglia di Lepanto nel 1571, nel quale una potente flotta cristiana sconfisse la flotta turca. Il regno di Filippo II terminò con la guerra che scoppiò nel 1589 e vide sconfitta la Spagna contro Francia, Inghilterra e Province Unite.
A Filippo II succedette Filippo III (1578-1621), il quale riprese le antiche guerre contro Inghilterra e Paesi Bassi, che non portarono a nulla; inoltre espulse dallo Stato trecentomila mori, aggravando così la già precaria situazione economica del Paese. Nel 1621, dopo la morte di Filippo III, ascese al trono il figlio Filippo IV, che come suo padre si scontrò e combatté nuove guerre contro Francia, Savoia, Province Unite e Repubblica di Venezia ma ne uscì sconfitto perdendo importanti territori in Italia e nelle colonie.

#### Asburgo d'Austria
A questo ramo della famiglia degli Asburgo viene dato l'appellativo d'Austria, per la loro reggenza in Austria e per distinguerlo dal ramo spagnolo, il quale fino al 1700 veniva considerato il più forte e prestigioso tra i due, dato che i suoi domini si estendevano dall'Europa fino alle Americhe. Il ramo austriaco della famiglia si creò nel 1521 con il trattato di Worms, che stipulava la suddivisione dei domini asburgici tra i due eredi; a Ferdinando I venne concesso il governo sull'Austria, mentre Carlo V, il fratello maggiore, avrebbe governato i rimanenti territori. Ferdinando I riprese le riforme burocratiche del nonno Massimiliano I e riorganizzò con fermezza tutti i territori sotto il suo dominio.
Dopo la morte di Carlo V nel 1558 il titolo imperiale passò a suo fratello Ferdinando I e rimase quindi appannaggio del ramo austriaco della famiglia, che, data la sua potenza e influenza sui principi tedeschi, riuscì a conseguire sempre l'elezione imperiale da parte del Collegio dei Principi Elettori fino alla morte di Carlo VI, ultimo maschio della famiglia, nel 1740.
Dopo la perdita del titolo imperiale per alcuni anni Francesco Stefano di Lorena, consorte della figlia ed erede di Carlo VI, Maria Teresa, riuscì a sua volta a farsi eleggere nel 1745 e a ripristinare il tradizionale possesso del titolo imperiale, peraltro divenuto ormai puramente onorifico, in favore dei figli maschi della nuova dinastia degli Asburgo-Lorena.

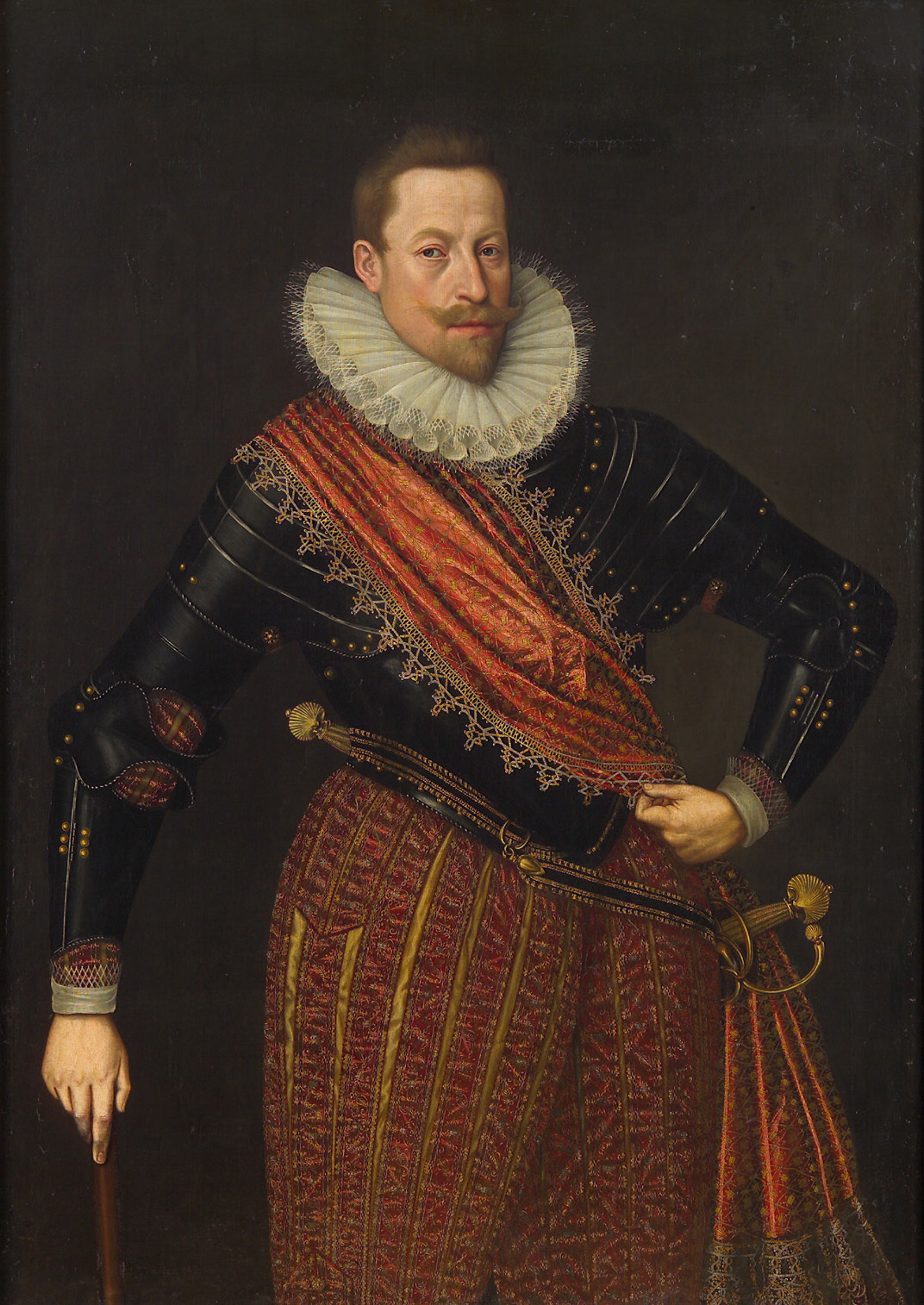
Mattia, Imperatore del Sacro Romano Impero

Gli Asburgo d'Austria furono costretti dalle circostanze ad affrontare le invasioni dei turchi, che stavano mettendo in ginocchio i Balcani e avevano invaso l'Ungheria, della quale Ferdinando era l'erede; nel giro di un decennio, i turchi avevano raggiunto le porte di Vienna (da essi assediata per la prima volta nel 1529).
Dal XVI secolo in poi quasi tutti i membri della famiglia si ritrovarono a combattere i turchi.
A Ferdinando I succedettero Massimiliano II e Rodolfo II; quest'ultimo spostò la corte reale e il centro del potere da Vienna a Praga.
Succedette a Rodolfo II, Mattia, che già prima della morte di questi lo aveva sconfitto e gli aveva tolto il potere, lasciandogli formalmente solo il titolo imperiale.
Dopo la nomina a imperatore Mattia tentò di togliere quei privilegi che un decennio prima Rodolfo II aveva concesso ai nobili boemi; ma la reazione fu lo scoppio della guerra dei trent'anni, conseguenza della defenestrazione di Praga.
Il 23 maggio 1618 alcuni nobili protestanti capeggiati dal conte Enrico Matteo von Thurn-Valsassina, temendo che venisse abolita la libertà religiosa già sancita dagli editti di Rodolfo II, inviarono una loro delegazione al castello per chiedere precise garanzie ai rappresentanti del governo imperiale.
L'incontro degenerò subito in uno scambio di oltraggi tra le due parti, e si trasformò in rivolta quando due luogotenenti asburgici e il segretario, rappresentanti della fazione cattolica, furono gettati dalle finestre del palazzo.
La defenestrazione di Praga fu il detonatore che fece esplodere la guerra dei trent'anni, uno scontro a sfondo religioso combattuto su più fronti e a più riprese da Austria, Francia, Province Unite, Inghilterra, Danimarca, Svezia, Polonia e dai vari Principati tedeschi.
Questa guerra fu guidata per gli Asburgo dall'idea di dominare l'Europa e riunirla sotto un'unica fede, restaurando un imperium universale e allo stesso tempo cancellando la riforma protestante. L'esito finale della guerra, dopo numerosi capovolgimenti di fronte e immani distruzioni su tutto il continente, fu tuttavia di un sostanziale stallo, sancito dalla pace di Westfalia del 1648.
Dopo la sanguinosa guerra dei trent'anni una nuova minaccia venne dall'invasione turca, fronteggiata da Leopoldo I, grande condottiero e militare.
Dal 1663 aveva avuto inizio una grande e massiccia offensiva dell'Impero ottomano che, spingendosi sempre più a occidente, entrava in rotta di collisione con l'area di influenza asburgica.
All'inizio l'esercito imperiale si trovò favorito, ma in seguito a una rivolta di nobili ungheresi e alla pressante offensiva turca dovette ritirarsi verso la capitale, finché il re Giovanni III di Polonia non soccorse gli austriaci e sconfisse le truppe del sultano sotto le porte di Vienna.
La definitiva sconfitta venne inflitta ai turchi sul fiume Tibisco dal principe Eugenio di Savoia. La pace di Carlowitz del 1699 riportò tutti i domini ungheresi e balcanici alla Casa d'Austria.

### La fine delle linee maschili
Nel 1700 scoppiò un altro conflitto tra Austria e Francia per la successione al trono spagnolo, dopo la morte senza eredi dell'ultimo Asburgo di Spagna, Carlo II.
Luigi XIV voleva riunire sotto un'unica dinastia le corone francese e spagnola, designando come erede al trono suo nipote Filippo d'Angiò. Di fronte al tentativo di affermare l'egemonia francese sull'Europa, gli Asburgo puntavano piuttosto a uno smembramento della grande potenza economica e militare della Spagna. Alleatisi con l'Inghilterra, trascinarono la Francia in una guerra che, pur non formalmente vinta, pose fine alle ambizioni di Luigi XIV ed estese l'influenza asburgica, sotto il regno di Carlo VI, su vaste aree del continente, annettendo alla corona d'Austria la Lombardia, i Paesi Bassi spagnoli e il Regno di Napoli.
In Austria, Carlo VI, non riuscendo ad avere eredi e per paura della dissoluzione della dinastia asburgica, dovette emanare la Prammatica Sanzione, documento che sanciva l'ereditarietà del dominio asburgico da parte della figlia Maria Teresa d'Asburgo e l'indivisibilità dei territori soggetti alla Casa d'Austria.
Perché tale legge fosse ritenuta valida era necessario il riconoscimento di tutti gli altri Stati che facevano parte dell'impero, consenso che nessuno rifiutò esplicitamente all'inizio, ma che fu rifiutato nei fatti, fra gli altri, dal duca di Baviera, dal duca di Sassonia e da Federico II di Prussia (supportati da Francia e Spagna) al momento della morte dell'imperatore. Ciò diede origine allo scoppio di un nuovo conflitto, la guerra di successione austriaca.

### Asburgo-Lorena

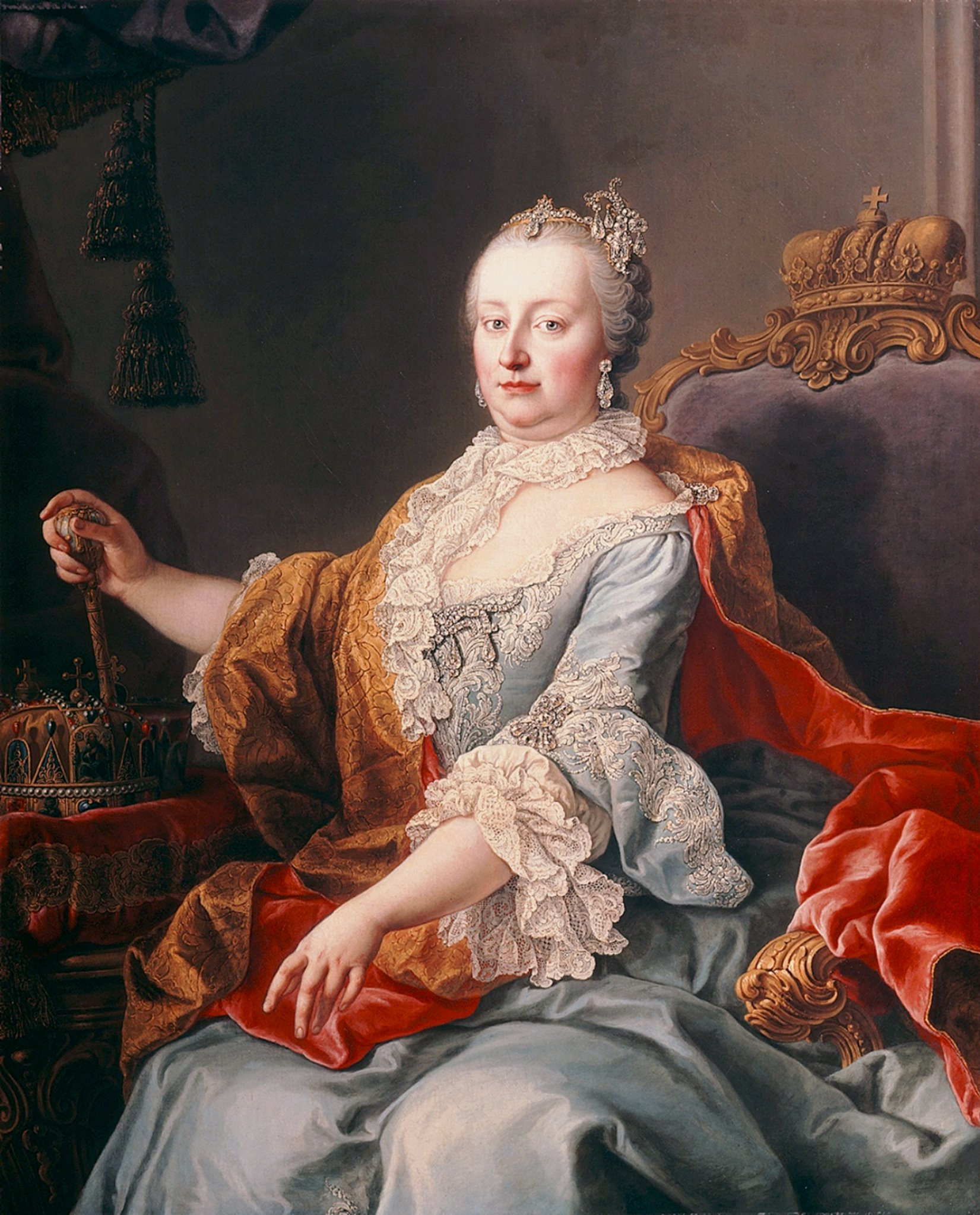
Maria Teresa d'Asburgo arciduchessa d'Austria e regina d'Ungheria

Questa dinastia asburgica, creatasi con il matrimonio celebrato a Vienna nel 1736 tra Maria Teresa d'Asburgo e Francesco Stefano di Lorena (che nel 1737 diventa granduca di Toscana), apre la sua storia con la guerra di successione austriaca, nella quale l'Austria, fiancheggiata dall'Inghilterra e dal Regno di Sardegna, combatte contro la Francia, la Spagna e la Prussia per mantenere la propria indipendenza.
L'iniziativa fu presa dal re prussiano Federico II, che con le sue truppe invase la Slesia, regione della Boemia ricca di industrie minerarie e tessili.
La giovane arciduchessa Maria Teresa d'Asburgo non era pronta a guidare una guerra; inoltre, l'esercito disorganizzato e le casse dello Stato vuote peggioravano la situazione.
La guerra, perlopiù combattuta in Germania e in Italia, ebbe infine un risvolto positivo per gli austriaci: quando l'elettore di Baviera morì, si sciolse la grande coalizione antiasburgica, e tutte le vittorie della Francia e della Prussia furono vanificate.
Con l'intervento a fianco degli Asburgo della zarina di Russia, la guerra finì ufficialmente, e ad Aquisgrana nel 1748 venne firmata la pace, che riconosceva i diritti imposti dalla Prammatica Sanzione e la cessione della Slesia alla Prussia.
Non riconoscendo però il possesso della Slesia alla Prussia, Maria Teresa d'Asburgo riprese le ostilità con Federico II di Prussia, e riuscì a trovare appoggio nella Francia.
Iniziò così la guerra dei sette anni (1756-1763), che non fu vinta da nessuno e non portò alla restituzione della Slesia.
Successivamente, Maria Teresa si occupò principalmente della politica interna; migliorò quasi tutti gli organi statali, e fece tornare l'Austria tra le grandi potenze europee.
A Maria Teresa succedette Giuseppe II, un sovrano cresciuto dalla nuova corrente illuminista, e dai nuovi ideali che essa portò; attuò molte riforme, la maggior parte delle quali era a discapito del clero.
Alla morte di Giuseppe II nel 1790, gli succedette il fratello Leopoldo II, che nel 1791 invitò l'Europa a soccorrere la famiglia reale francese, e a sopprimere gli ideali della rivoluzione, senza interventi militari; morì alcuni giorni prima della dichiarazione di guerra della Francia all'Austria.

### Il periodo rivoluzionario e la Restaurazione
Nel 1792 venne incoronato imperatore a Francoforte il figlio di Leopoldo II, Francesco II.
Questi, dopo la decapitazione dei sovrani francesi, insieme agli altri sovrani europei creò una prima coalizione contro la Francia rivoluzionaria.
La coalizione riportò inizialmente qualche successo, ma cominciò subito ad arretrare, soprattutto in Italia, dove gli austriaci vennero sconfitti ripetute volte dal generale Napoleone Bonaparte.
Con il trattato di Campoformio del 1797 venne ceduto alla Francia il milanese, mentre agli austriaci restarono il Veneto, l'Istria e la Dalmazia.
A questo trattato di pace ne seguirono altri, che ridussero il dominio asburgico ad Austria, Boemia e Ungheria; Francesco II fu anche costretto a rinunciare al titolo, altisonante ma ormai puramente onorifico, di imperatore dei Romani e ad assumere invece quello, più limitato ma più corrispondente alla realtà, di imperatore d'Austria.
Nello stesso anno della sconfitta francese di Waterloo, si aprì il congresso di Vienna, con il quale ebbe inizio la Restaurazione.
Il congresso imponeva la restaurazione degli antichi regimi, e l'Austria riottenne tutti i possedimenti italiani, slavi e tedeschi che aveva perso durante le guerre napoleoniche; inoltre si instaurò la Santa Alleanza tra Austria, Russia e Prussia, che aveva il compito di sopprimere tutti i moti rivoluzionari che sarebbero scoppiati in Europa.
Negli anni che seguirono Francesco II attuò una politica accentratrice, su consiglio del cancelliere Klemens von Metternich; ma proprio a causa sua, e dei nuovi ideali di indipendenza, scoppiarono i moti del 1848, che devastarono tutta l'Europa e segnarono l'espulsione dello stesso primo ministro dalla cancelleria imperiale e l'ascesa di Francesco Giuseppe I d'Austria, sostituitosi a Ferdinando I, che fu costretto ad abdicare a favore del diciottenne principe.

### Fine dell'Impero asburgico
Francesco Giuseppe fu l'ultima grande personalità della Casa d'Asburgo.
Sotto il suo regno, l'Austria, sembrò rivivere il periodo del suo grande splendore, e Vienna divenne la città più grande e bella della Mitteleuropa.
L'Imperatore affrontò le guerre di indipendenza italiana, e la guerra austro-prussiana; portò in entrambi i casi sconfitte, che misero fine alla supremazia dell'Austria in Italia e in Germania, e affrettarono il lento declino della dinastia.
Nel 1867, Francesco Giuseppe firmò l'Ausgleich, ovvero un compromesso che divideva l'Impero asburgico in Impero austriaco e Regno d'Ungheria: politicamente e militarmente erano uniti, ma in quanto a politica interna e amministrazione erano due entità separate.
Con il crescente interesse dell'Austria-Ungheria e della Russia per i Balcani, si crearono forti tensioni all'interno del reich asburgico che portarono l'Austria a firmare un'alleanza con la Germania e l'Italia (Triplice alleanza).
Nel 1914, in seguito all'assassinio dell'arciduca Francesco Ferdinando a Sarajevo, esplose la prima guerra mondiale, dovuta a un complesso sistema di alleanze tra gli Stati europei, che vide schierate da una parte le potenze centrali (Austria-Ungheria, Germania e l'Impero ottomano), dall'altra quelle occidentali (Francia, Regno Unito e Italia) e la Russia.
Nel 1916 morì Francesco Giuseppe: a questi succedette il beato Carlo I che, perdendo la guerra (1918), in seguito a molteplici eventi il 3 aprile 1919 fu condannato all'esilio e i domini asburgici definitivamente divisi in repubbliche indipendenti.

## Struttura del Casato
|                              |                              |                          |                            |                          |                          |                           |                           |                        |                        |                       |                       |
|                              |                              |                          | Conti d'Asburgo ~1082-1519 |                          |                          |                           |                           |                        |                        |                       |                       |
|                              |                              |                          |                            |                          |                          |                           |                           |                        |                        |                       |                       |
|                              |                              |                          |                            |                          |                          |                           |                           |                        |                        |                       |                       |
| Asburgo-Laufenburg 1232-1408 | Asburgo-Laufenburg 1232-1408 | Asburgo-Kyburg 1250-1417 | Asburgo-Kyburg 1250-1417   | Asburgo-Spagna 1519-1700 | Asburgo-Spagna 1519-1700 | Asburgo-Austria 1521-1780 | Asburgo-Austria 1521-1780 |                        |                        |                       |                       |
|                              |                              |                          |                            |                          |                          |                           |                           |                        |                        |                       |                       |
|                              |                              |                          |                            |                          |                          |                           |                           |                        |                        |                       |                       |
|                              |                              |                          |                            |                          |                          | Asburgo-Lorena dal 1736   |                           |                        |                        |                       |                       |
|                              |                              |                          |                            |                          |                          |                           |                           |                        |                        |                       |                       |
|                              |                              |                          |                            |                          |                          |                           |                           |                        |                        |                       |                       |
|                              |                              | Austria-Este 1771-1875   | Austria-Este 1771-1875     | Asburgo-Toscana dal 1790 | Asburgo-Toscana dal 1790 | Asburgo-Teschen 1822-1955 | Asburgo-Teschen 1822-1955 | Austria-Este 1875-1914 | Austria-Este 1875-1914 | Austria-Este dal 1914 | Austria-Este dal 1914 |
|                              |                              |                          |                            |                          |                          |                           |                           |                        |                        |                       |                       |
|                              |                              |                          |                            |                          |                          |                           |                           |                        |                        |                       |                       |
|                              |                              |                          |                            |                          |                          |                           |                           | Hohenberg dal 1900     |                        |                       |                       |

## Dinastie confluite nella Casa d'Asburgo
- Casa di Kyburg
- Casa di Tirolo-Gorizia
- Casa di Valois-Borgogna
- Casa di Trastámara (Aragona e Castiglia)
- Casa di Piast (Polonia)
- Jagelloni (Ungheria e Boemia)
- Casa di Lorena-Vaudemont
- Casa d'Este
- Casa d'Aviz (Portogallo)

## Lo Stato asburgico
Il territorio governato dagli Asburgo d'Austria non poteva essere definito un vero e proprio Stato, ma una unione di Stati nella persona dei sovrani asburgici; infatti pur regnando su ampie regioni, questi amministravano separatamente ogni Stato membro, naturalmente vi erano entità statali più o meno autonome da Vienna (sede del potere degli Asburgo d'Austria).
Infatti, sotto il dominio asburgico, uno Stato manteneva perlopiù la propria integrità formale; siccome non veniva unito a uno Stato più grande, bensì il titolo di regnante in quella regione veniva assegnato a un membro della famiglia, così da inglobarlo in una specie di confederazione sotto il comando degli Asburgo.
Nei vari regni, ducati o territori che la Casa d'Austria annetteva venivano mantenuti intatti l'ordinamento statale, la suddivisione amministrativa (che solo in casi eccezionali veniva alterata), e l'organizzazione dello Stato.
Ogni Stato, però, avrebbe dovuto sostenere militarmente ed economicamente la famiglia, e sarebbe venuto comunque amministrato da persone fedeli agli Asburgo, o da diretti familiari.
Solitamente era l'Arciduca d'Austria a governare sugli Stati inglobati alla potenza asburgica.
Il primo vero Stato asburgico comparve nel 1804, quando Francesco II proclamò l'Impero austriaco, alla vigilia della scomparsa del Sacro Romano Impero.
Questo primo Stato che si era venuto a creare sotto la dinastia degli Asburgo adottava ancora sistemi feudali, quasi totalmente integri dalle innovazioni avvenute nei secoli, ed era formato da vasti territori, comprendenti numerose etnie.
Il secondo Stato asburgico prese battesimo nel 1867, nato da un compromesso fra austriaci e magiari, prese il nome di Austria-Ungheria, uno Stato politicamente unito, ma diviso e amministrato da due entità statali differenti.
L'Austria-Ungheria era dotata di un buon esercito, e un'ampia economia che reggeva tutto l'impero, ma le continue tensioni tra le nazioni che la componevano e l'avvento della prima guerra mondiale portarono alla rovina il potente Stato mitteleuropeo e al suo conseguente frazionamento nei nuovi Stati dell'Austria, Ungheria, Cecoslovacchia, Polonia, Jugoslavia, parte della Romania.

### Stati formati sotto la Casa d'Asburgo
- Ducato d'Austria
- Arciducato d'Austria
- Impero austriaco
- Impero austro-ungarico

### Uno Stato danubiano
Nel 1740, alla fine del regno di Carlo VI d'Asburgo, la Casa d'Austria aveva in possesso la maggior parte del fiume Danubio, lungo il quale correvano importanti vie commerciali.
Ciò segnò l'egemonia politico economica degli Asburgo in quell'area, che portò alla famiglia immense ricchezze, e il controllo dei commerci verso l'Oriente, che con un Impero ottomano sempre più debole e sfiancato dalle rivolte erano diventati la più importante risorsa del casato d'Austria.
Lungo questo fiume si trovavano importanti città fluviali come Vienna, Presburgo e Budapest, le quali grazie al commercio fluviale si svilupparono moltissimo, fino a diventare grandi città.
Verso la fine del XIX secolo i territori asburgici (Austria-Ungheria) inglobavano un vasto mosaico di etnie: tedeschi (principalmente in Austria), magiari (in Ungheria e in Transilvania), boemi (in Boemia e Moravia), polacchi (in Galizia), sloveni (nella Carniola), croati (in Croazia, Slavonia e Bosnia), bosniaci (in Bosnia), italiani (in Trentino e nell'Istria), rumeni (in Transilvania), ruteni (nella Rutenia), e slovacchi (in Slovacchia); proprio i vari popoli che comprendeva la Casa d'Asburgo furono la principale causa della caduta della dinastia, poiché i nuovi ideali nazionalisti che portò il 1848 scatenarono in questi un forte sentimento nazionale, portandoli a lottare contro gli Asburgo per ottenere l'indipendenza.
L'epilogo di queste continue rivolte si ebbe durante la prima guerra mondiale, quando una ribellione di massa rese impossibile per l'Austria-Ungheria continuare la guerra, portando Carlo I a chiedere la pace. Nella notte tra il 23-24 marzo 1919 Carlo I fu costretto a lasciare l'Austria e a essere deposto il 3 aprile successivo.

### L'Impero austriaco
L'Impero austriaco venne costituito nel 1804 come monarchia ereditaria in seguito alla formazione dell'impero francese da parte di Napoleone I. Il primo imperatore d'Austria fu Francesco I, che al tempo aveva anche il titolo di imperatore del Sacro Romano Impero che però abbandonò nel 1806.
Per mantenere il titolo proclamò l'Arciducato d'Austria Impero. Dopo alcuni tentativi di riforma costituzionale nel 1867 vi fu una parificazione di status con la parte ungherese del regno e quindi l'Impero d'Austria prese il nome di Impero austro-ungarico.
L'Impero austriaco, dalla sua fondazione, ebbe continui problemi dovuti all'accentramento della politica sulla parte austriaca dei domini asburgici; le varie e numerose etnie che lo componevano si trovarono subito in contrasto con gli ideali imperiali degli Asburgo.

#### 1804-1815
L'imperatore Francesco I guidò la prima coalizione antifrancese contro la Francia di Napoleone, coalizione che subì le due gravi sconfitte di Ulma e Austerlitz.
In quest'occasione l'Austria cedette alla Francia il Veneto.
Consigliato dal principe Metternich, già in servizio dal 1801, Francesco I dichiarò guerra alla Francia; Napoleone, insieme al suo esercito, arrivò sino alle porte di Vienna, e costrinse gli austriaci a firmare l'umiliante pace di Schönbrunn, nel quale cedettero il Tirolo, Trento, la Galizia, le province illiriche e le città di Trieste e Fiume.
Dopo la grave sconfitta subita il primo ministro Metternich decise di cambiare tattica e volle cercare in Napoleone un alleato, in attesa del momento della rivincita.
Per suggellare il patto Francesco I rinunciò ufficialmente al titolo di Sacro Romano Imperatore, e diede in sposa a Napoleone Maria Luisa d'Asburgo-Lorena.
Dopo le disastrose sconfitte dei francesi a Lipsia (1813) e a Waterloo (1815), venne istituito il Congresso di Vienna. Nell'ottobre del 1814 si aprì a Vienna il congresso che vide riuniti i più grandi sovrani e governatori d'Europa.

#### 1815-1848
Il congresso prevedeva il ripristino degli antichi regimi europei, e il ritorno della situazione politico-territoriale a quella esistente prima della Rivoluzione francese e delle guerre napoleoniche.
L'Austria riprese tutti i territori in Italia, in Polonia e nei Balcani, e formò la Santa Alleanza con Russia e Prussia, il cui compito era la reciproca difesa da rivolte filofrancesi, o di indipendenza.
Francesco I d'Austria, profondamente condizionato dal cancelliere Metternich, continuò la sua politica accentratrice e tradizionalista, riducendo lo Stato a un dispotismo; ciò mise le basi per i moti rivoluzionari del 1848.

#### 1848-1867
Dopo la morte di Francesco I salì al trono imperiale l'epilettico figlio Ferdinando I d'Austria, che allo scoppio dell'insurrezione viennese del "48" si ritrovò a congedare Metternich, e a fare generose concessioni ai rivoltosi; ma poi fuggì via dalla capitale lasciando tutto nelle mani dei generali dell'esercito.
La situazione si fece critica allo scoppio di pesanti rivolte in Ungheria, e in Italia, dove, sollecitato dai rivoltosi, il Regno di Sardegna dichiarò guerra all'Austria.
Si aprì così la prima guerra di indipendenza italiana, che si concluse con il ritorno degli austriaci in tutto il Lombardo-Veneto.
Ferdinando I nello stesso anno abdicò a favore di Francesco Giuseppe I d'Austria.
Il nuovo imperatore, che aveva combattuto a fianco del generale Josef Radetzky, assunse il nome di Francesco Giuseppe I, e nel tentativo di creare uno Stato centralizzato creò un'efficiente burocrazia, e un esercito ben organizzato; grazie a questo e all'aiuto dei russi vennero represse le rivolte in Italia e in Ungheria.
L'Impero austriaco combatté due importanti guerre, contro piemontesi e francesi, e contro piemontesi e prussiani; in entrambi i casi perse, cedendo agli italiani la Lombardia e il Veneto, e questo segnò la fine dell'egemonia austriaca in Italia.
L'impero si trasformò, con la formazione dell'Austria-Ungheria nel 1867, in base a un compromesso tra austriaci e ungheresi.

#### 1867-1914

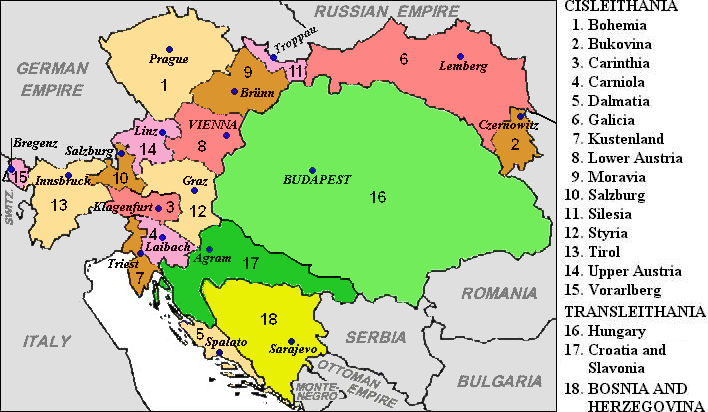
L'Austria-Ungheria dopo il "Compromesso"

Nel 1867 Francesco Giuseppe firmò l'Ausgleich, ovvero un compromesso, che divideva l'Impero asburgico in Impero austriaco e Regno d'Ungheria. Politicamente e militarmente questi ultimi erano uniti, ma in quanto a politica interna e amministrazione erano due entità separate.
Con il crescente interesse dell'Austria-Ungheria e della Russia per i Balcani, si crearono forti tensioni all'interno del reich asburgico, che portarono l'Austria a firmare un'alleanza con la Germania e l'Italia.

#### 1914-1916
Nel 1914, in seguito all'assassinio dell'arciduca Francesco Ferdinando a Sarajevo, esplose la prima guerra mondiale, dovuta a un complesso sistema di alleanze tra gli Stati europei, che vide schierati da una parte le potenze centrali (Austria-Ungheria, Germania), dall'altra quelle occidentali (Francia, Regno Unito e Italia) e la Russia.
Gli austriaci, alleati dei tedeschi, riportarono subito numerose vittorie sulle potenze alleate, ma quella che avrebbe dovuto essere una guerra lampo si trasformò in una logorante guerra di trincea; nonostante ciò l'Austria-Ungheria sconfisse gli italiani a Caporetto, facendoli indietreggiare sino al fiume Piave.

#### 1916-1919
Gli eserciti delle due grandi potenze centrali riuscirono per quattro anni a difendere i confini dalla Francia, dalla Russia, dall'Italia e dalla Gran Bretagna, che aveva creato un enorme blocco navale all'Austria e alla Germania; ciò fece scoppiare in entrambi i paesi tensioni, che nell'Impero austro-ungarico si trasformarono in vere e proprie rivolte; infatti le numerose nazionalità comprese nell'impero decisero di prendere l'indipendenza con la forza.
Con lo scoppio nell'ultimo anno della guerra di queste rivolte e con la sconfitta a Vittorio Veneto, l'Austria si trovò impossibilitata a continuare la guerra, e firmò l'armistizio nel 1918, che però non contribuì a risolvere i problemi interni del Paese.
Nel 1916 morì Francesco Giuseppe; a questi succedette Carlo I, che perdendo la guerra (1918), in seguito a molteplici eventi, fu condannato all'esilio, e i domini asburgici furono definitivamente divisi in repubbliche indipendenti.

### I territori dal 1427 al 1919
- Regno di Boemia
- Arciducato d'Austria
- Ducato di Carinzia
- Ducato di Carniola
- Ducato di Slesia
- Ducato di Stiria
- Marchesato di Moravia
- Contea del Tirolo
- Contea di Gorizia e Gradisca
- Signoria di Trieste
- Regno d'Ungheria
- Regno di Croazia e Slavonia
- Signoria di Fiume
- Regno di Dalmazia
- Regno di Galizia e Lodomiria
- Ducato del Wurttenberg
- Paesi Bassi spagnoli
- Ducato di Milano
- Ducato di Mantova
- Ducato di Modena e Reggio

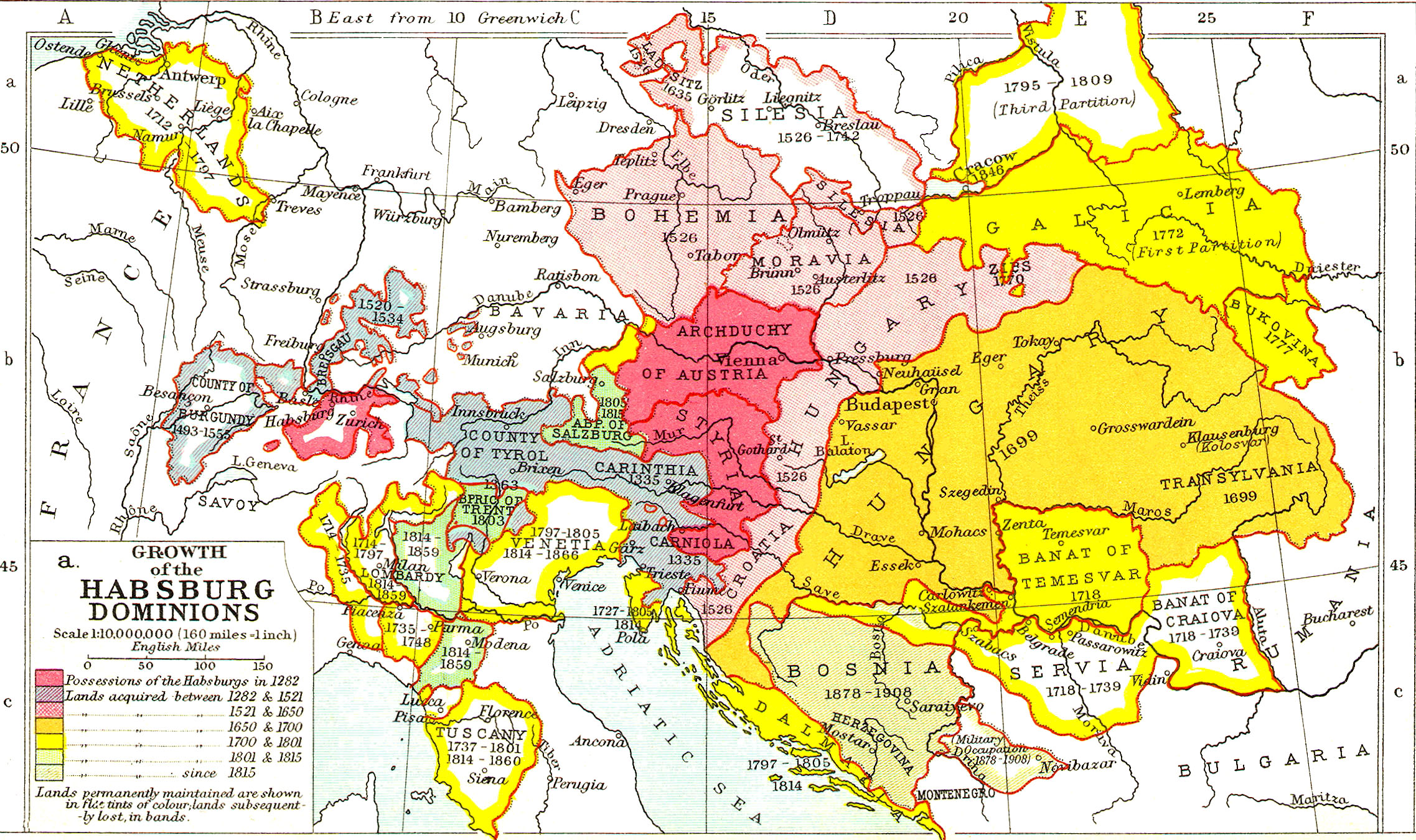
L'espansione dei territori asburgici nell'Europa centrale

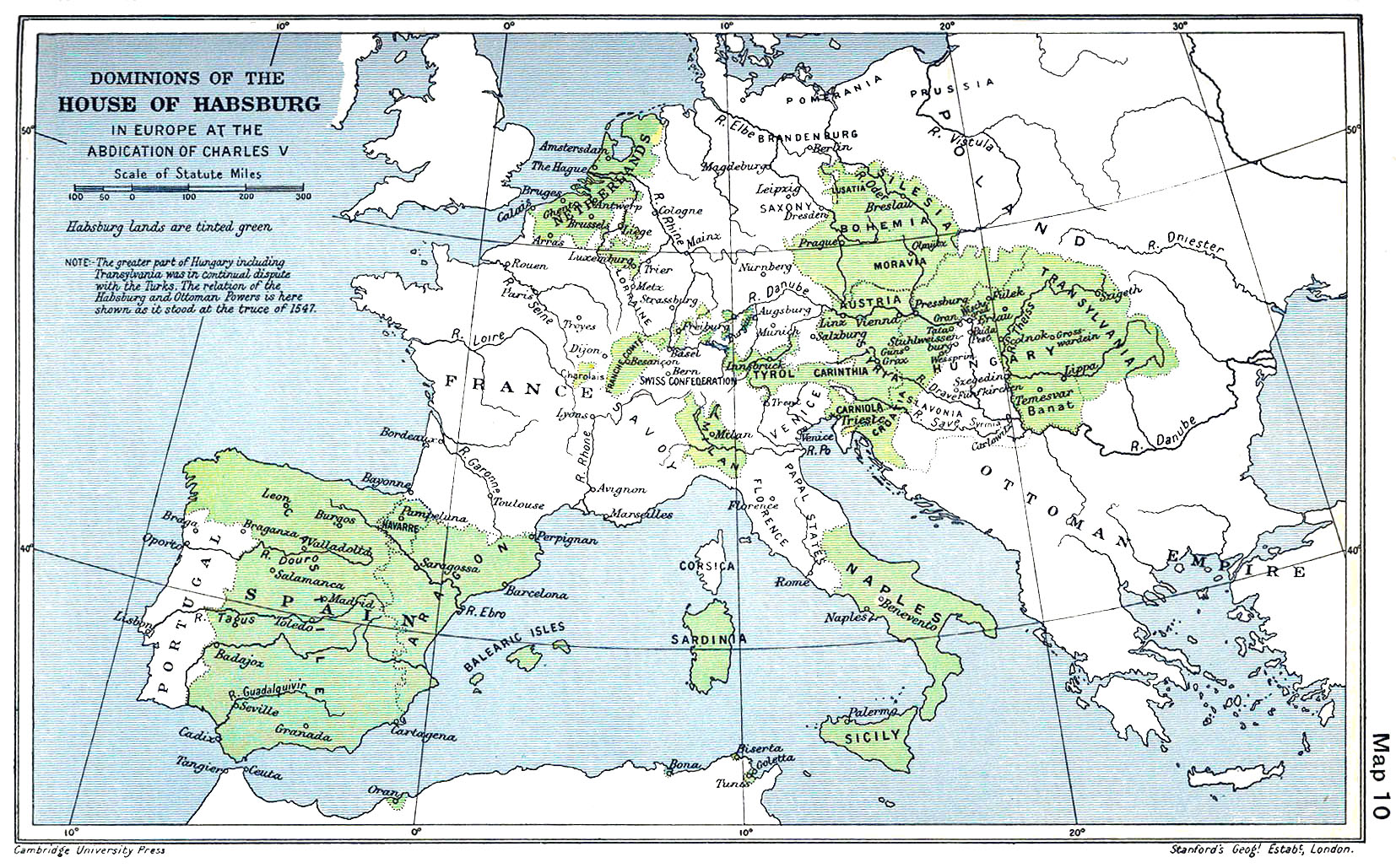
I territori asburgici nel 1547

- Ducato di Massa e principato di Carrara
- Ducato di Parma e Piacenza
- Granducato di Toscana
- Regno di Sardegna
- Regno di Sicilia
- Regno di Napoli
- Regno Lombardo-Veneto
- Bosnia ed Erzegovina
- Stato dei Presidii
- Ducato di Bucovina
- Galizia occidentale
- Piccola Valacchia
- Serbia settentrionale
- Banato di Temesvár
- Regno di Spagna
- Regno del Portogallo

## Vienna
La città di Vienna, residenza degli Asburgo sin dal XIII secolo, sotto il governo del casato d'Austria divenne uno dei principali poli d'Europa, nonché principale via d'accesso per l'Est Europa, che nel XVII secolo era molto arretrato rispetto ai paesi occidentali.
Dal XVIII secolo nella città si conobbe una sempre maggiore crescita demografica, che portò i viennesi a costruire anche molto distante dalle mura che attorniavano la città. Vienna dovette affrontare il periodo di maggiore crisi durante le invasioni turche dal XVI secolo.
In quegli anni i turchi assediarono Vienna più volte: nel 1529, nel 1532 e nel 1683; nella maggior parte dei casi questi assedi riducevano la popolazione alla fame, facendo dilagare epidemie all'interno delle mura.
Nel XVIII secolo Vienna era la città tedesca più popolosa e importante, e divenne un centro culturale-artistico di primo grado, centro di riferimento per artisti e musicisti.

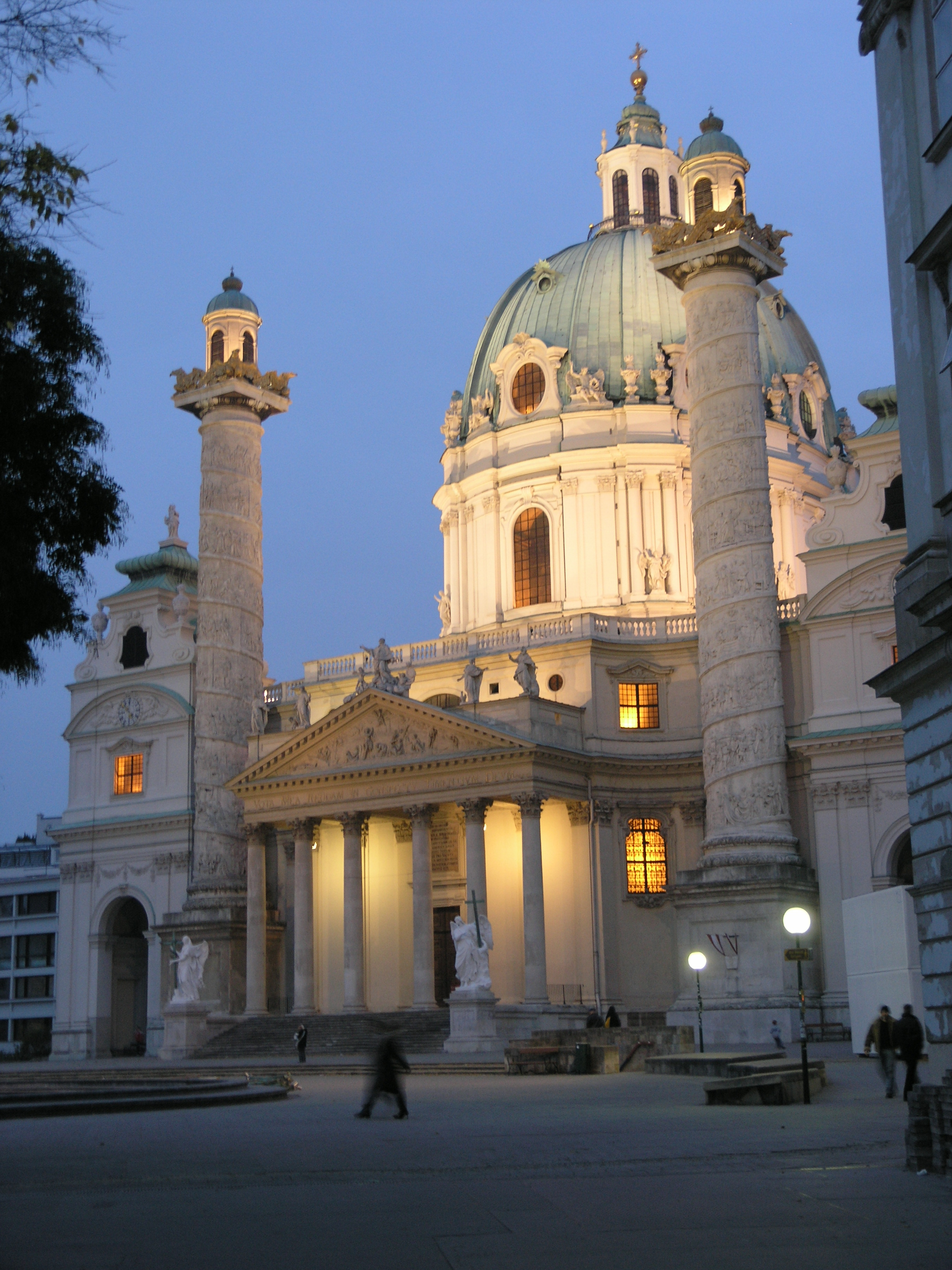
La Karlskirche

### Palazzi costruiti sotto la Casa d'Asburgo
- Palazzo di Schönbrunn (Schloss Schönbrunn)
- Hofburg
- Belvedere
- Palazzo d'Inverno del principe Eugenio

### Chiese costruite sotto la Casa d'Asburgo
- Chiesa di San Carlo Borromeo (Karlskirche)
- Chiesa di San Pietro (Peterskirche)
- Duomo di Santo Stefano (Stephansdom)
- Chiesa Votiva (Votivkirche)
- Jesuitenkirche

## Motto
Il famoso motto A.E.I.O.U. risale all'epoca di Federico III che lo utilizzò come siglatura per oggetti e edifici. Egli non fornì mai la spiegazione del significato, ma poco dopo la sua morte all'acronimo venne attribuito i significati di Austriae Est Imperare Orbi Universo, "Spetta all'Austria regnare sul mondo" in latino, oppure la simile frase in lingua tedesca: Alles Erdreich Ist Österreich Untertan ("L'Intero mondo è soggetto all'Austria").
Sebbene questo sia il significato più correntemente accettato, in quanto ben si accorda all'idea che i sovrani della casata d'Asburgo aspirassero a un potere sempre più vasto, in grado di unire sotto la loro dinastia tutta l'Europa, esistono anche altre interpretazioni.
(Spetta all'Austria regnare sul mondo)
(L'Austria è ottimamente unita [al concetto di] impero)
(L'Austria sarà l'ultima tra le nazioni)
(L'Intero mondo è soggetto all'Austria)
AEIOU significa anche Adoretur Eucharistia in Orbe Universo.
In particolare la Austria erit in orbe ultima ebbe una certa diffusione in Europa, in quanto nel senso negativo del termine ultimo rappresentava una parodia del motto. Esistono anche altre interpretazioni comunque successive alla fine dell'Impero asburgico.

### Frasi famose

Stemma dell'Impero austro-ungarico

("Sia fatta giustizia e perisca pure il mondo". Ferdinando I d'Asburgo)
("Con tutte le forze". Motto di Francesco Giuseppe d'Asburgo)
("Sia fatta la Tua volontà". Motto del beato Carlo I d'Asburgo)
("Le guerre le facciano gli altri! Tu, felice Austria, unisciti in matrimonio! A te infatti Venere dona quei regni, che gli altri conquistano con l'aiuto di Marte". Questa frase, pare enunciata dal re ungherese Mattia Corvino, allude alla politica matrimoniale degli Asburgo che porterà Carlo V a regnare su un territorio vastissimo, sul quale non tramonta mai il Sole)

## Cronologia dei regnanti asburgici

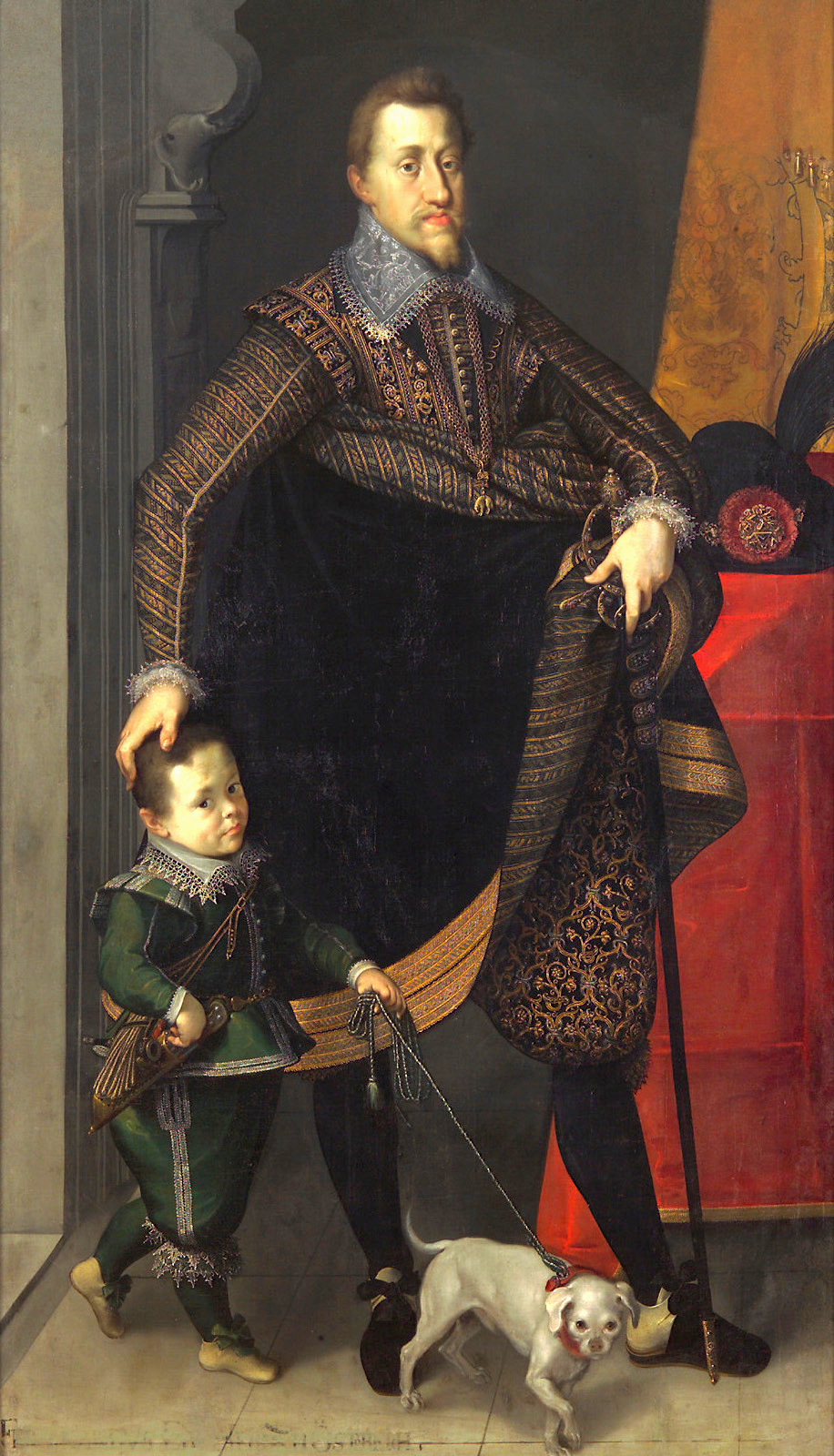
Ferdinando II capeggiò la "Lega Cattolica" durante la guerra dei trent'anni

### Imperatori del Sacro Romano Impero

#### Asburgo
- Rodolfo I, 1273 - 1291
- Alberto I, 1298 - 1308
- Alberto II, 1438 - 1439
- Federico III, 1440 - 1493
- Massimiliano I, 1493 - 1519
- Carlo V, 1519 - 1556

#### Asburgo-Austria
- Ferdinando I, 1556 - 1564
- Massimiliano II, 1564 - 1576
- Rodolfo II, 1576 - 1612
- Mattia, 1612 - 1619
- Ferdinando II, 1619 - 1637
- Ferdinando III, 1637 - 1657
- Leopoldo I, 1658 - 1705
- Giuseppe I, 1705 - 1711
- Carlo VI, 1711 - 1740

#### Asburgo-Lorena
- Maria Teresa (imperatrice consorte), 1745 - 1780
- Francesco I, 1745 - 1765
- Giuseppe II, 1765 - 1790
- Leopoldo II, 1790 - 1792
- Francesco II, 1792 - 1806

### Imperatori d'Austria

#### Asburgo-Lorena
- Francesco I, 1804 - 1835
- Ferdinando I, 1835 - 1848
- Francesco Giuseppe I, 1848 - 1867

### Imperatori Austro-Ungarici

#### Asburgo-Lorena
- Francesco Giuseppe I, 1867 - 1916 (re d'Ungheria come Francesco Giuseppe dal 1867)
- Carlo I, 1916 - 1919 (Re d'Ungheria come Carlo IV)

### Re di Spagna

#### Asburgo-Spagna
- Carlo I, 1516 - 1556
- Filippo II, 1556 - 1598
- Filippo III, 1598 - 1621
- Filippo IV, 1621 - 1665
- Carlo II, 1665 - 1700

### Re del Portogallo

#### Asburgo-Spagna
- Filippo II, 1556 - 1598
- Filippo III, 1598 - 1621
- Filippo IV, 1621 - 1665

### Granduchi di Toscana

#### Asburgo-Lorena di Toscana
- Francesco Stefano, 1737 - 1765
- Leopoldo I, 1765 - 1790
- Ferdinando III, 1790 - 1800, 1814 - 1824
- Leopoldo II, 1824 - 1859
- Ferdinando IV, 1859 - 1860

### Duchi di Modena e Reggio

#### Asburgo-Este
- Francesco IV, 1814 - 1831 / 1831 - 1846
- Francesco V, 1846 - 1848 / 1849 - 1859

### Duchesse di Parma e Piacenza

#### Asburgo-Lorena
- Maria Luisa, 1814 - 1847

### Imperatore del Messico

#### Asburgo-Lorena
- Massimiliano I, 1864 - 1867

### Imperatrice del Brasile

#### Asburgo-Lorena
- Maria Leopoldina, 1822 - 1826

### Eredi non regnanti
- Ottone (*1912 †2011), ultimo erede al trono d'Austria dal 1916 al 1919. Divenne capo della Casa Asburgo-Lorena nel 1922 alla morte del padre Carlo I.
- Carlo (*1961), figlio di Ottone, capo della Casa d'Asburgo dal 2007.
- Sigismondo (*1961), figlio di Leopoldo Francesco, capo della Casa Granducale di Toscana dal 1993.
- Lorenzo (*1955), figlio di Roberto, capo della Casa d'Asburgo-Este dal 1996.

### Consorti di sovrani stranieri
- Elisabetta d'Asburgo (1554-1592), moglie di Carlo IX di Francia.
- Eleonora d'Asburgo (1498-1558), moglie del re Francesco I di Francia.
- Anna d'Austria (1601-1666), moglie di Luigi XIII di Francia.
- Maria Teresa di Spagna (1638-1683), moglie di Luigi XIV di Francia
- Maria Antonietta (1755-1793), moglie di Luigi XVI di Francia.
- Maria Carolina d'Asburgo-Lorena, regina di Sicilia e Napoli, moglie di Ferdinando I delle Due Sicilie.
- Maria Luisa d'Austria, imperatrice dei francesi, consorte di Napoleone Bonaparte.
- Maria Amalia d'Asburgo-Lorena, Duchessa di Parma, moglie di Ferdinando I di Parma.
- Maria Teresa d'Asburgo-Teschen, moglie di Ferdinando II delle Due Sicilie.
- Maria Teresa d'Asburgo-Toscana, regina di Sardegna, consorte di Carlo Alberto di Savoia.
- Maria Adelaide d'Asburgo-Lorena, moglie di Vittorio Emanuele II di Savoia.
- Maria Leopoldina d'Asburgo-Lorena, Imperatrice del Brasile, moglie di Pietro I del Brasile.
- Maria Carolina Ferdinanda d'Asburgo-Lorena, consorte di Federico Augusto II di Sassonia.
- Maria Giuseppa d'Austria, moglie di Augusto III di Polonia.
- Maria Cristina d'Asburgo-Teschen (1858-1929), regina di Spagna, consorte di Alfonso XII di Spagna

### Esplicative
1. 1 2  Filippo II d'Asburgo fu re d'Inghilterra e d'Irlanda jure uxoris come marito della regina Maria I Tudor, dal 1554 al 1558.
2. ↑  L'effettivo e ultimo discendente di questo ramo cadetto fu il duca Francesco V, che morì nel 1875. Tuttavia quest'ultimo concesse il nome, i titoli e gran parte del suo patrimonio al cugino Francesco Ferdinando, a patto e condizione che aggiungesse il nome "Este" al suo cognome; ma Francesco Ferdinando non era un effettivo discendente degli Este e i suoi figli nacquero da un matrimonio morganatico. Tuttavia, l'imperatore Carlo I concesse le armi, i titoli e il nome degli Asburgo-Este a suo figlio Roberto e alla di lui discendenza. Il figlio di Roberto, Lorenzo, è l'attuale Capo della Casata.
3. ↑  Tradotto nelle varie lingue dei territori di influenza asburgica:
  - Asburgo o "Absburgo" in italiano
  - Habsburg in tedesco e inglese
  - Habsbourg in francese
  - Habsburgo in spagnolo
  - Habsburg-csalàd in ungherese
  - Habsburkòve in ceco

### Bibliografiche
1. ↑  (EN) The House of Austria – the Habsburgs and the Empire, su Die Welt der Habsburger. URL consultato il 6 novembre 2023.
2. ↑  "Habsburger-Gedenkjahr im Aargau", Neue Zürcher Zeitung, (page 17) 23 May 2008.
3. ↑   art-tv.ch (archiviato dall'url originale il 21 settembre 2008).
4. ↑  (DE) Kanton Aargau, su ag.ch (archiviato dall'url originale il 23 dicembre 2008).
5. ↑  Wheatcroft, 2002, p. 18.
6. ↑  Wheatcroft, 2002, pp. 18-19.
7. ↑  Wheatcroft, 2002, p. 19.
8. ↑  Wheatcroft, 2002, pp. 19-20.
9. ↑  Wheatcroft, 2002, pp. 20-22.
10. ↑  Wheatcroft, 2002, p. 23.
11. ↑  Wheatcroft, 2002, pp. 24-25.
12. ↑  Wheatcroft, 2002, pp. 27-28.
13. ↑  Wheatcroft, 2002, p. 30.
14. ↑  Wheatcroft, 2002, pp. 30-31.
15. ↑  Wheatcroft, 2002, pp. 31-32.
16. ↑  Wheatcroft, 2002, pp. 31-33.
17. ↑  Wheatcroft, 2002, p. 33.
18. ↑  Vajda, 1986, p. 93.
19. ↑  Vajda, 1986, pp. 94-95.
20. ↑  Wheatcroft, 2002, p. 38.
21. ↑  Vajda, 1986, pp. 100-103.
22. ↑  Wheatcroft, 2002, pp. 40-41, 46-47.
23. ↑  Vajda, 1986, pp. 106-108.
24. ↑  Vajda, 1986, pp. 109-110.
25. ↑  Vajda, 1986, p. 109.
26. ↑  Wheatcroft, 2002, pp. 61-62.
27. ↑  Wheatcroft, 2002, pp. 65-67.
28. ↑  Wheatcroft, 2002, pp. 66, 71-72.
29. ↑  Wheatcroft, 2002, pp. 77-79.
30. ↑  Ago e Vidotto, 2021, pp. 58-59.
31. ↑   Austria, in Treccani.it – Enciclopedie on line, Roma, Istituto dell'Enciclopedia Italiana.
32. ↑  Ago e Vidotto, 2021, pp. 60-61.
33. ↑  Vajda, 1986, pp. 172-190.
34. ↑  Vajda, 1986, pp. 185-186.
35. ↑  Vajda, 1986, pp. 254-256.